# Conjunto histórico-artístico de Fregenal de la Sierra
El Conjunto histórico-artístico de Fregenal de la Sierra está compuesto de varias iglesias, santuarios, fuentes, plazas, casas señoriales y el castillo perteneciente a dicha localidad.
Fue impulsado por el entonces Secretario del Ayuntamiento D. José María Sánchez-Arjona y Martínez. 

## Paseo de la Constitución
La Plaza mayor frexnense, actual y principal núcleo comercial y económico de la población, se encuentra adornada por la fachada lateral de la Casa Parroquial, de estilo neogótico, por la Casa Consistorial y por una de las tres fachadas que en su día formaron los soportales de la Plaza Mayor.

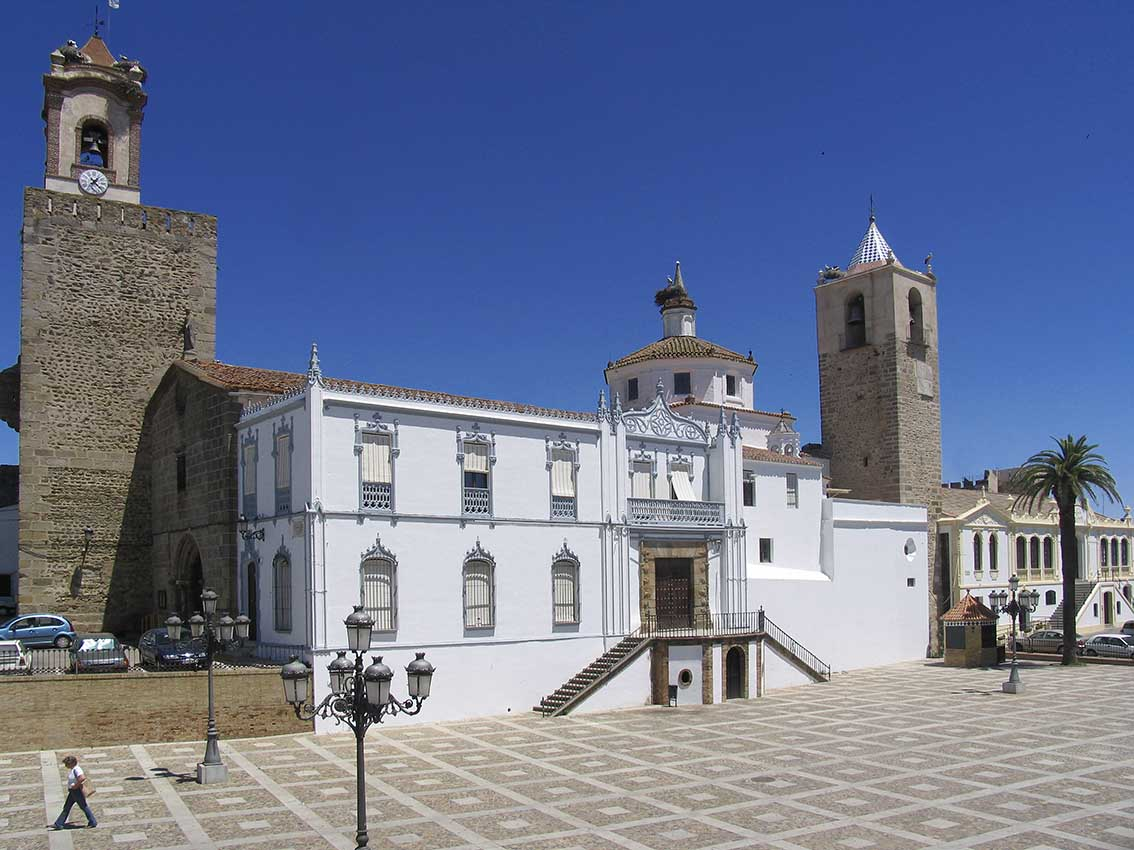
Paseo de la Constitución de Fregenal
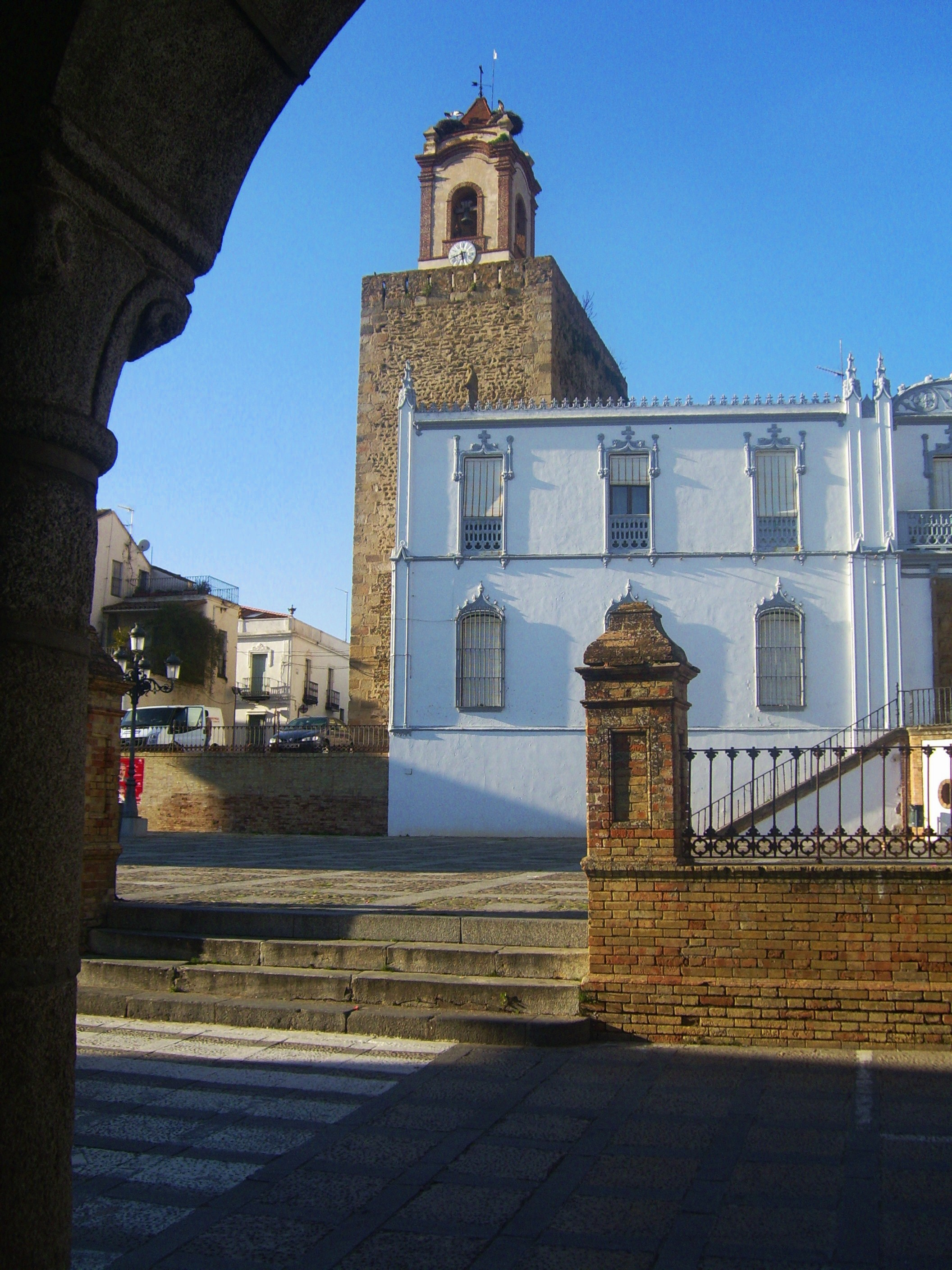
Torre del homenaje desde los soportales
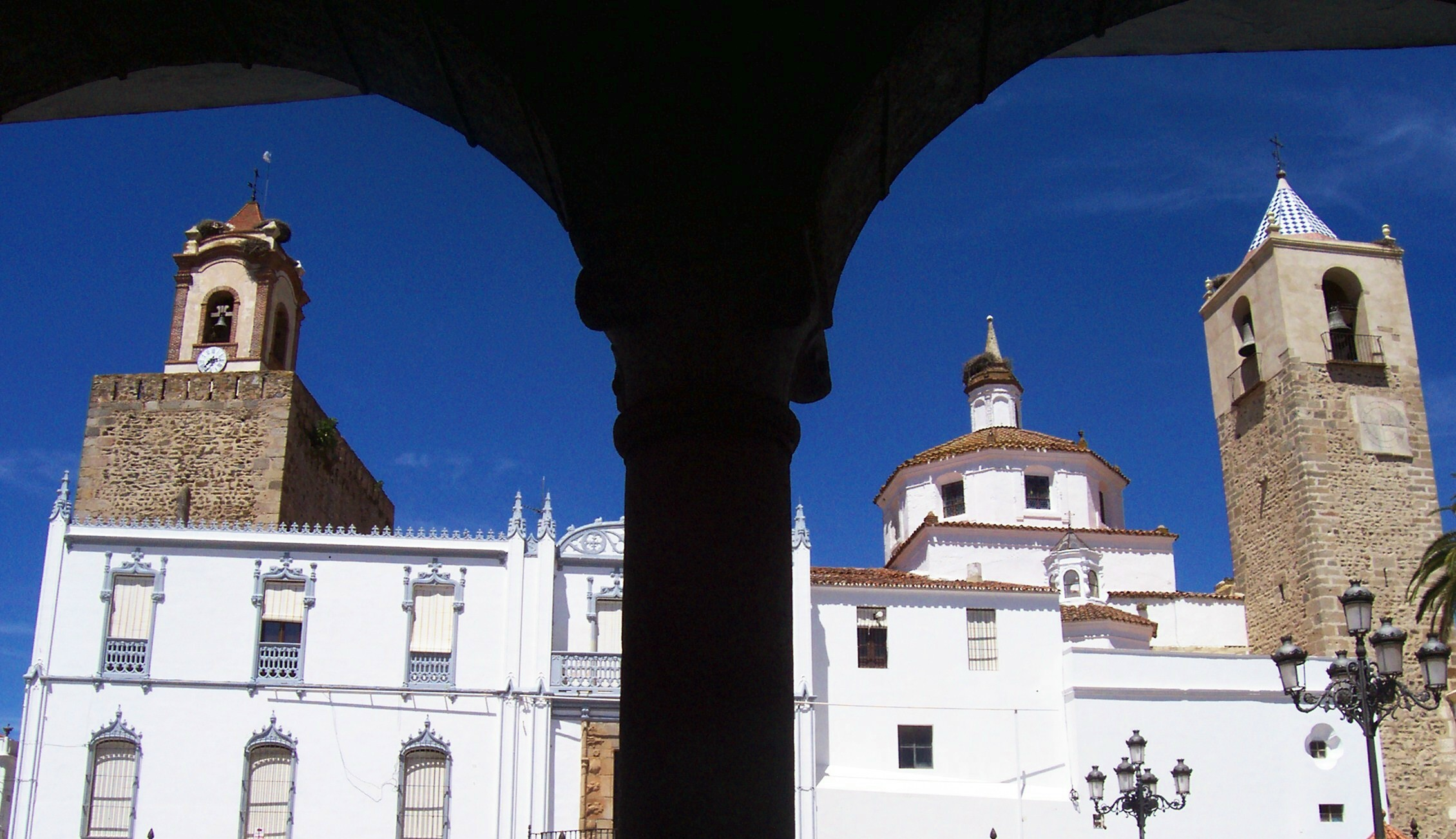
Fachada de la casa parroquial y torres vista desde los soportales

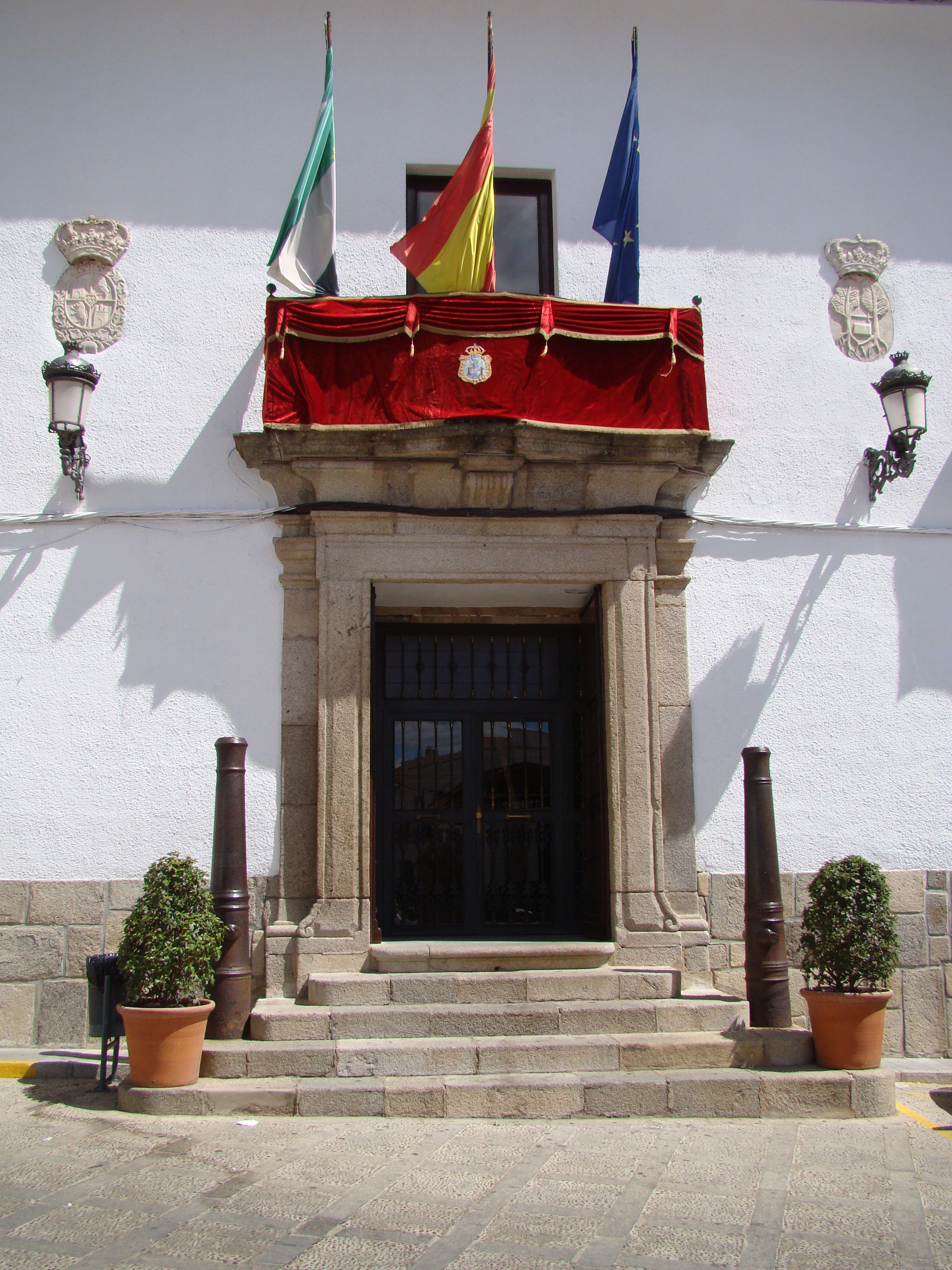
Ayuntamiento de Fregenal de la Sierra

## Casa Consistorial
El Ayuntamiento de Fregenal de la Sierra se sitúa sobre la que fuera la antigua cárcel de la ciudad. El edificio fue reconstruido en el siglo XVIII, y en su fachada destacan dos cañones colocados en la entrada y el escudo de Fregenal, en el que aparece un libro abierto, una espada sumada y dos fresnos, y como remate la corona real.

## Castillo Templario

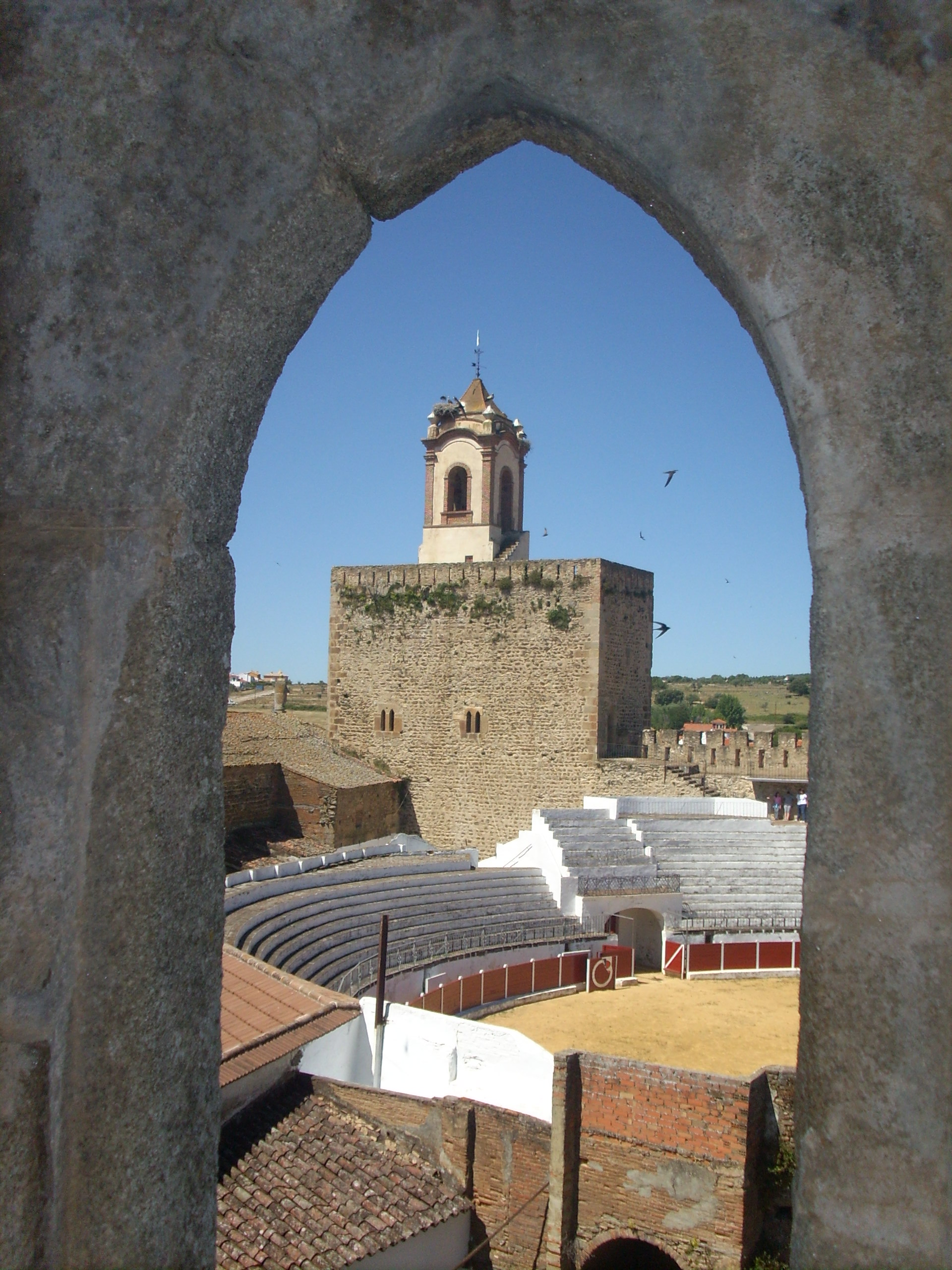
Torre del homenaje y plaza de toros vista desde el polvorín del Castillo templario

Artículo principlal: Castillo de Fregenal de la Sierra
El castillo-fortaleza de Fregenal fue encomendado a la Orden del Temple en el siglo XIII, fecha en la que aparecen las primeras referencias documentadas sobre el edificio. 
El recinto dispone de siete torres, de las cuales sobresale la torre del Homenaje, sobre la que se edificó un campanario con reloj en el siglo XVIII. La Torre del Polvorín, la segunda en orden de importancia dispone, bajo los balcones del campanario de la iglesia, de un reloj. 
Al edificio se accede por una portada con arco ojival, construida en sillería, y sobre la misma se observa un escudo atribuido a los templarios y un matacán. 
Dentro de la fortaleza se encuentra la Plaza de Toros, construida en los años finales del siglo XVIII, y el Mercado de Abastos, de comienzos del siglo XX.
El castillo de Fregenal está situado en la parte más alta que ocupa el valle en el que se encuentra la ciudad, concretamente en el que fuera su núcleo central, ahora zona norte. 
La fortaleza responde a la tipología “castillo de llanura”, y está formado por un conjunto de siete torres, destacando ente ellas la torre del Homenaje.
Debida a su situación estratégica, desde el castillo se permite divisar una amplia zona, y poblaciones vecinas como Cabeza la Vaca, Segura de León y Cumbres Mayores.
Dentro de la fortaleza, se encuentran la plaza de toros y el mercado de abastos, y adosada a la misma la iglesia de Santa María y la Casa Parroquial.

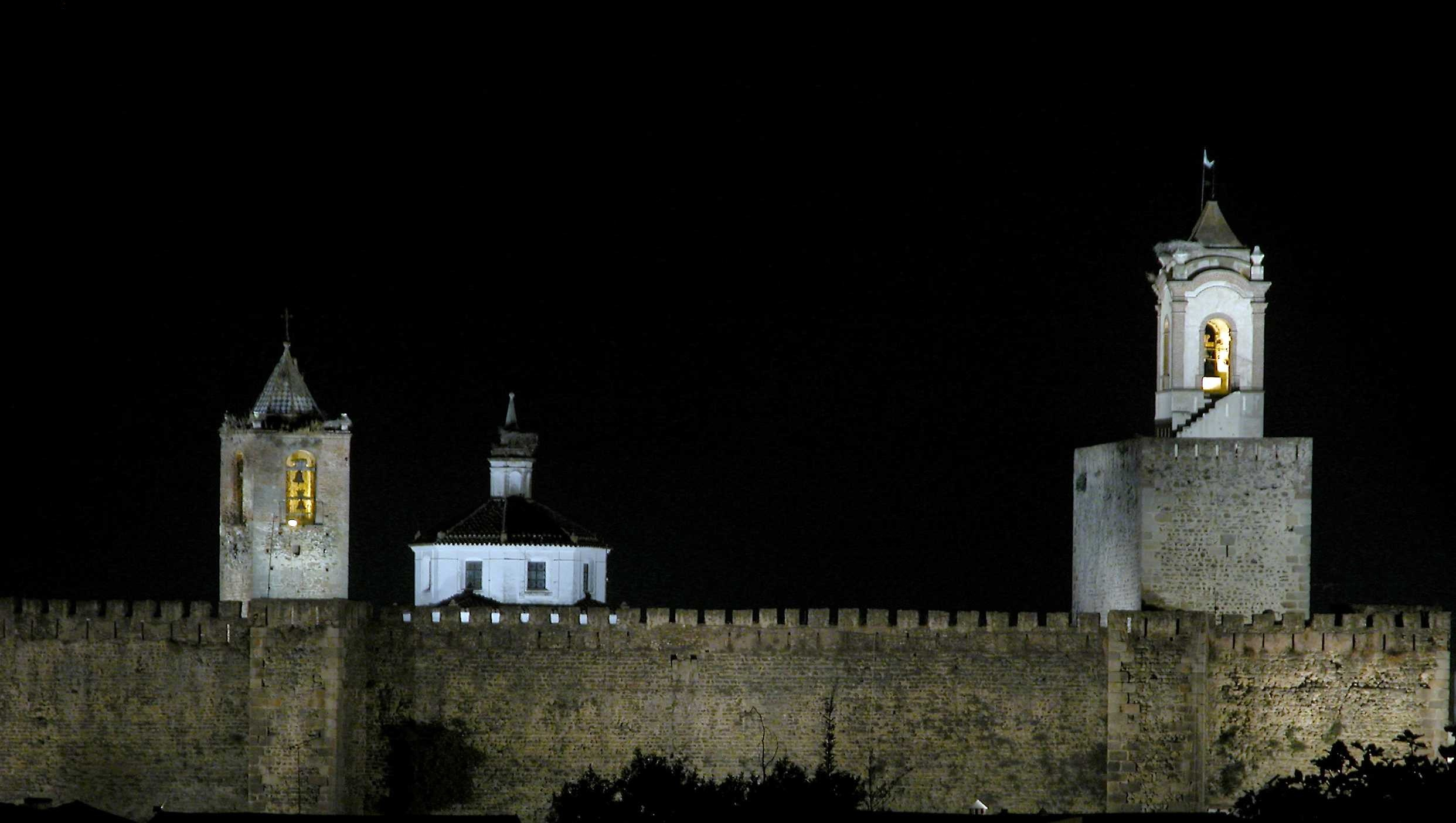
Castillo de Fregenal durante la noche
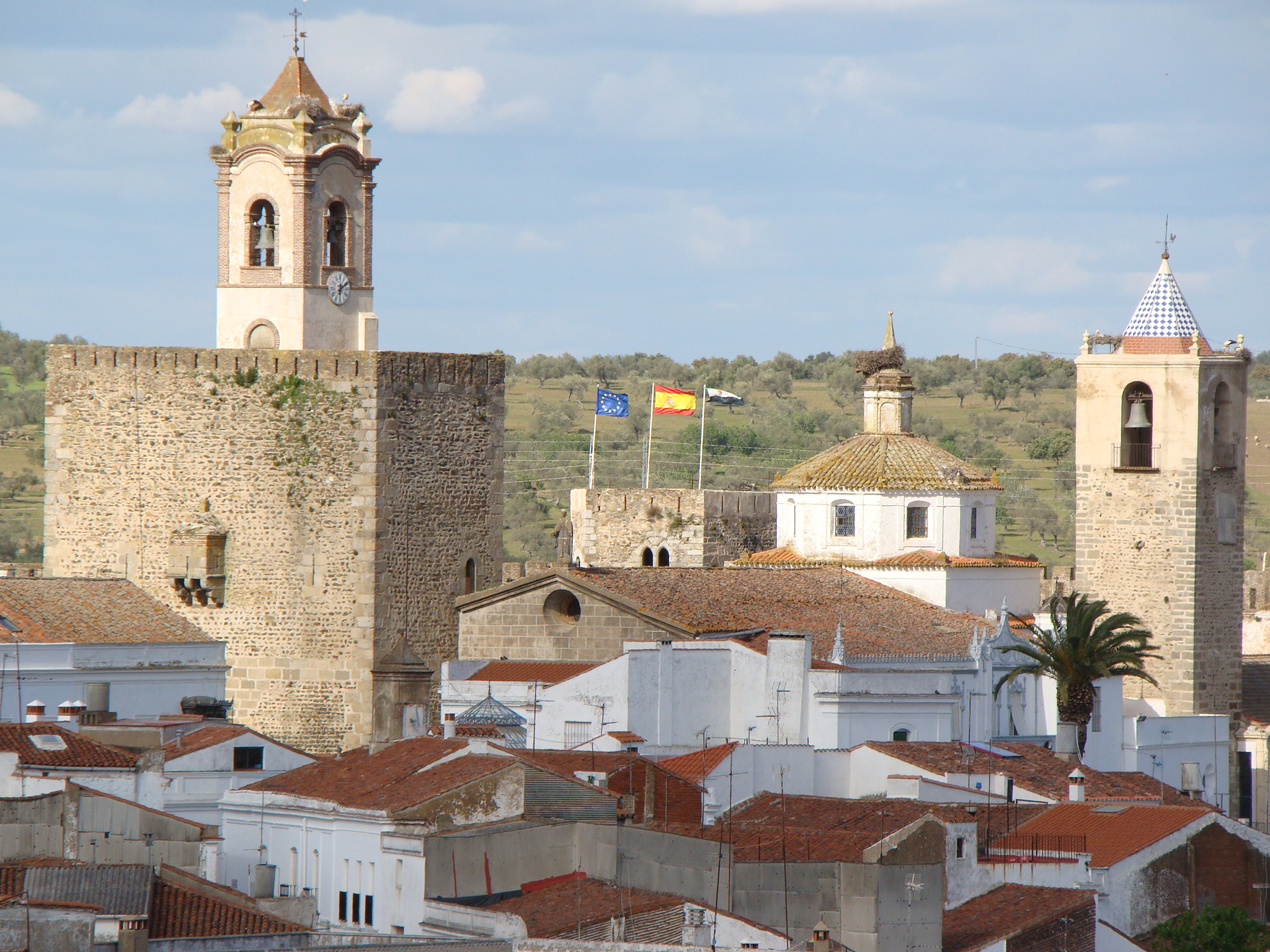
Torre del homenaje e iglesia de Santa María de la Plaza
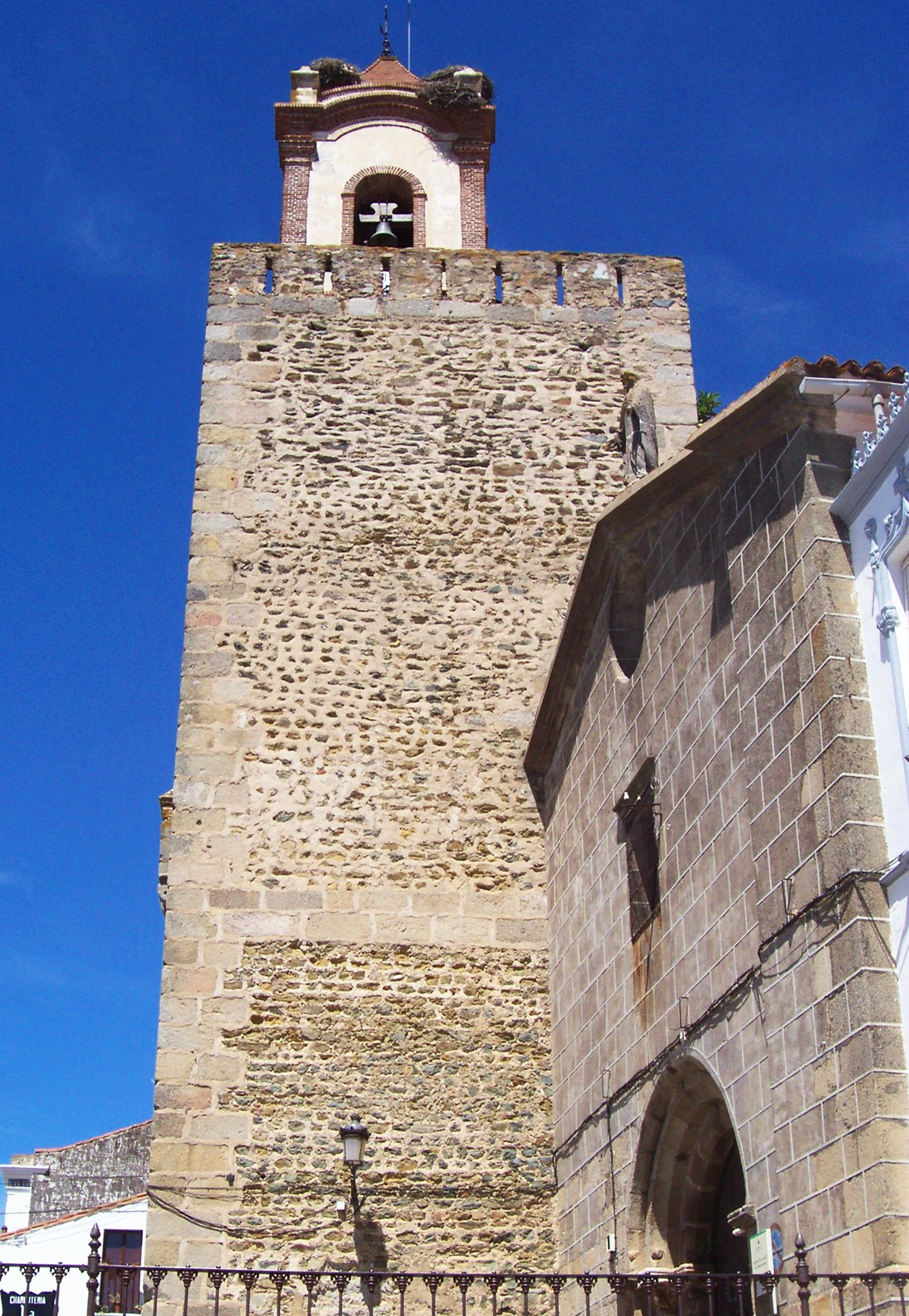
Torre del homenaje vista desde abajo

## Palacios y casas Solariegas

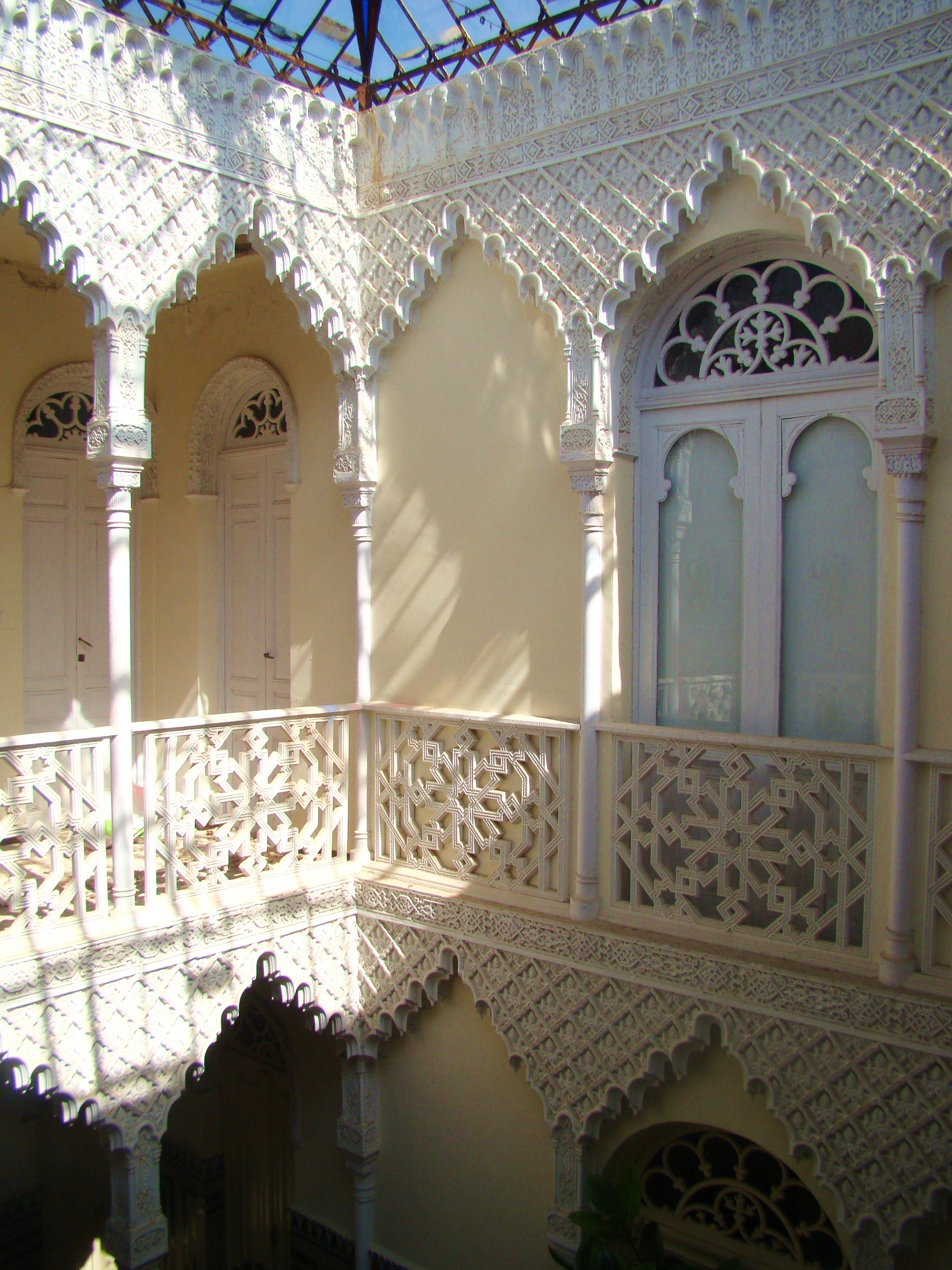
Patio neomudéjar de la casa solariega de la Familia Peche

Barrios como el de Santa María o Santa Ana poseen un rico y atractivo conjunto de casas solariegas pertenecientes en su mayoría a las numerosas familias nobles que se asentaron en Fregenal a partir del siglo XVI.
La mayoría de estas casonas se construyeron a partir de un patio central con arcos de medio punto y con enormes portadas de piedra adintelada. Las ventanas y balcones de se encuentran vigilados por atractivas rejas de forja y las cornisas, molduras y escudos de armas de las familias enriquecen la apariencia de estos edificios.

### Casa solariega de la Familia Peche
La arquitectura original de la casa solariega de la Familia Peche, pertenece al siglo XVIII, aunque la decoración de la misma, y la estética del patio pertenece a las primeras décadas del siglo XX, fecha en la que el estilo neomudéjar (concretamente el neonazarí) estaba de moda.
De la fachada principal sobresale la doble entrada de acceso, con la que el arquitecto pretende crear un curioso efecto óptico. Con la doble entrada se consigue transmitir amplitud y grandeza.
Al igual que la casa de enfrente, está construida entre dos calles. Mediante el uso del chaflán, consistente en “aplanar” las esquinas, se consigue que la fachada sea divisada desde diferentes perspectivas y calles.

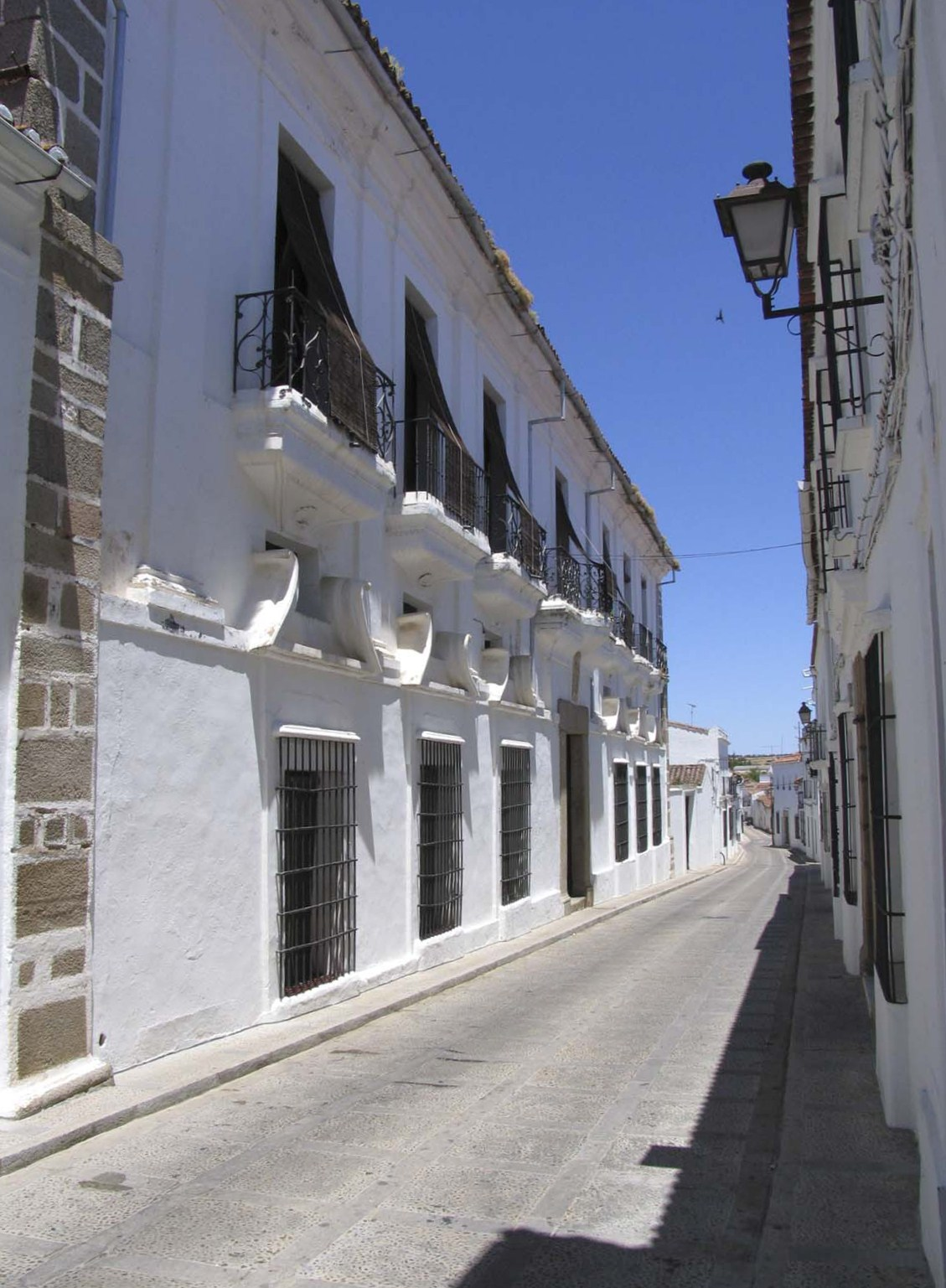
Palacio de los Marqueses de Ferrera

Las rejas y barandillas de la casa están forjadas con motivos vegetales, y en las puertas de entrada aparece una corona, símbolo aristocrático de la familia. El antiguo molino de la casa se cree situar en el actual garaje.
Como anécdota histórica, en este patio se grabaron en el año 1987 varias escenas de la película “Jarrapellejos”, ambientada también en otras viviendas y plazas de la ciudad.

### Palacio de la Marquesa de Ferrera
El Palacio de la Marquesa de Ferrera cuenta de una fachada de dos alturas con una distribución regular de los vanos tanto en planta alta como en baja. Los vanos de la planta baja se decoran con guardapolvo. Es de mención la decoración de la cornisa a través de grandes roleos.
La portada está adintelada con granito en cuya parte superior se ubica el escudo de armas de la familia. Perteneció a la marquesa de Ferrara.
Según el libro de Historia de Fregenal es una de las tres casa frexnenses que ocupan toda una manzana, dando a la calle Los Remedios, Doctor Arceo, Almendro y el Pozo.

### Palacio de los Condes de Torrepilares

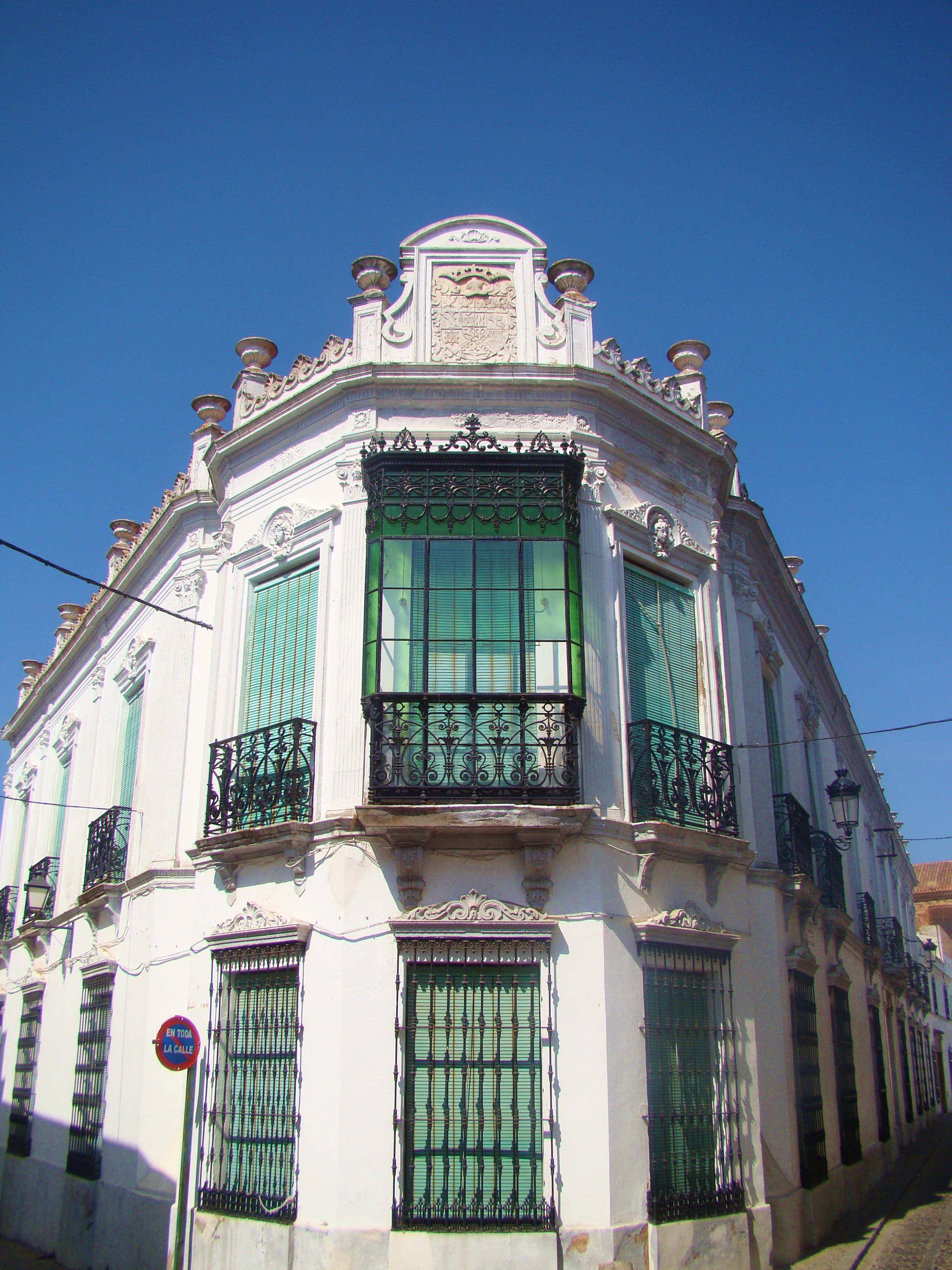
Palacio de los Condes de Torrepilares

El palacio de los Condes de Torrepilares muestra una cuidada decoración presente en toda su fachada. Aunque las características arquitectónicas apunten a una mayor antigüedad, la apariencia actual de la casa se identifica claramente con las tendencias del siglo XVIII. Pilastras adosadas que flanquean los balcones y jarrones colocados en la cornisa superior a modo de remate son elementos típicos
de ese tiempo.
De su fachada principal, ricamente adornada resalta el balcón tapado construido de hierro forjado y cristal. Justo encima del mismo, aparece el escudo de armas de la familia que tiene grabado numerosas figuras, cómo águilas explayadas, lises y leones.
El vano de la entrada principal está fabricado en mármol, y sobresale en el dintel un escudo de armas del mismo material.

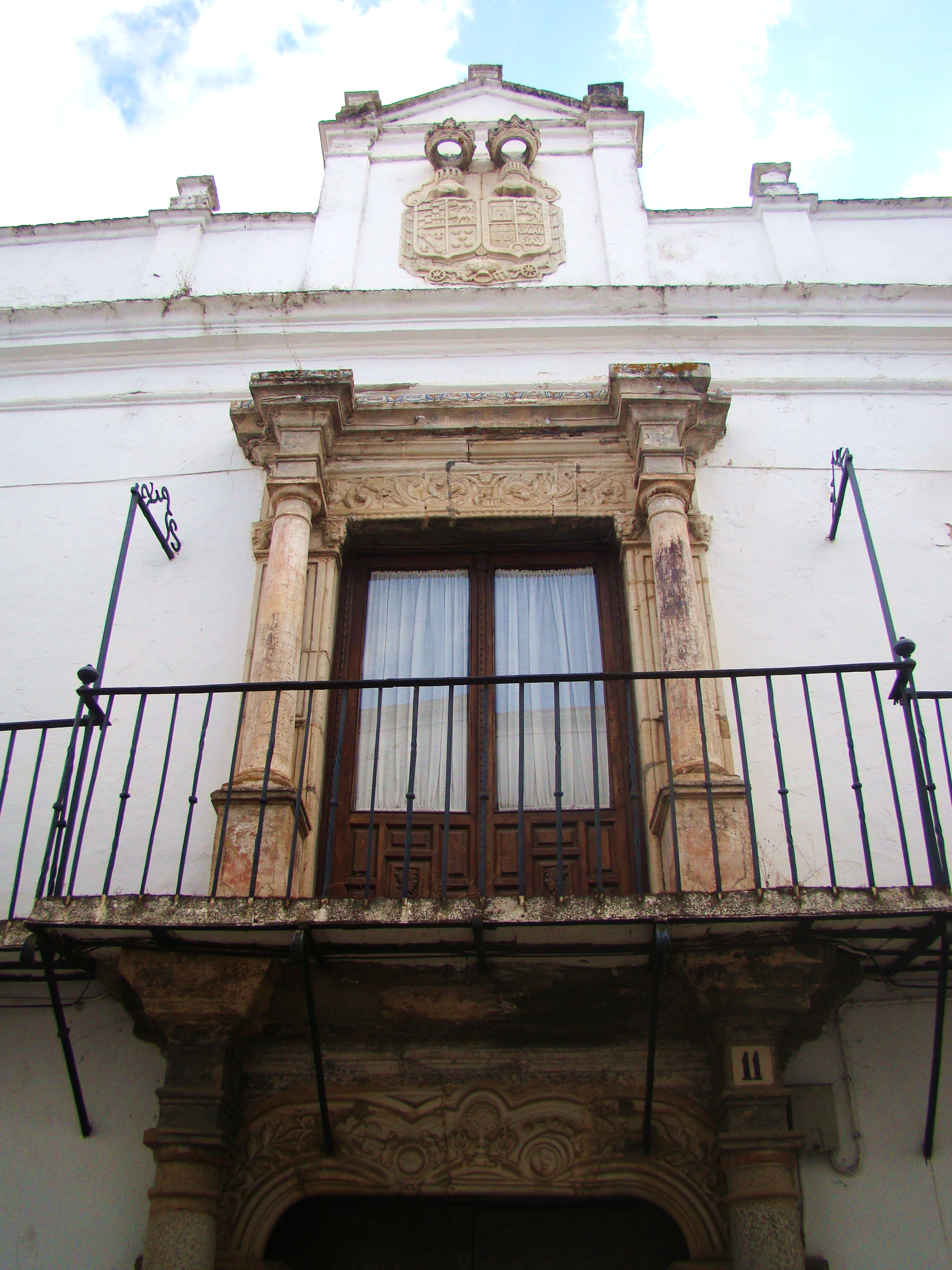
Palacio de los Marqueses de Riocabado

### Palacio de los Marqueses de Riocabado
El palacio del Marqués de Riocabado, considerado como uno de los más importantes de la ciudad está fechado, probablemente, en el siglo XVII. El palacio perteneció al primer Marqués de Riocabao, don Manuel de Velasco y Sánchez Arjona que se casó con doña Josefa Colón de Larriatzgui, descendiente del descubridor Cristóbal Colón.
La casa, sita en la calle Bravo Murillo, se presenta al visitante con una atractiva fachada de la que sobresale, a simple vista, su enorme balconada corrida de unos 30 metros de longitud, que muestra su importante influencia artística italiana.
De la puerta de entrada, destacan los vanos de mármol y granito que adornan también el balcón principal. En la parte superior de la puerta
principal aparece una cruz flanqueada con un sol y una luna, símbolos religiosos con los que se aspiraba a conseguir protección en la vivienda.
El resto de la decoración de la entrada y del balcón está compuesta por motivos vegetales, así como por caras humanas, puttis (ángeles
guardianes) y leones, símbolo estos últimos de nobleza y distinción aristocrática.
El escudo de armas de la familia que adorna el balcón principal está compuesto por otros dos escudos menores, provistos con dos coronas
que son del ducado de Veragua, al ser la esposa del Marqués descendiente de estos duques. En el escudo de la derecha está la inscripción
“A Castilla y León nuevo mundo dio Colón”, que hace referencia a su honorífico antepasado.
Del jardín sobresale al fondo del lateral izquierdo de la vivienda un impresionante laurel al que se le estiman unos 300 años de antigüedad.

## Fuente de la Fontanilla

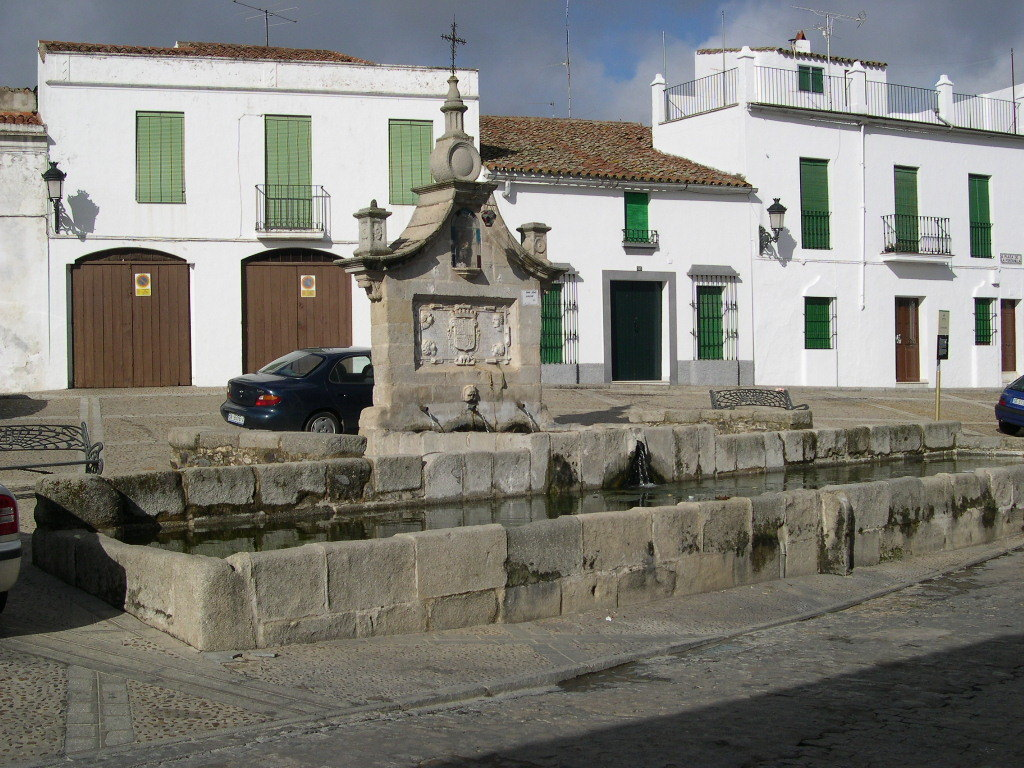
La Fontanilla

Fechada en el siglo XVI la fuente de la Fontanilla es una de las fuentes con mayor importancia estética e histórica de la población.
Posee un pilar rectangular construido a base de sillares coronado por una cornisa en forma de arco acortinado y rematado por pináculos. En el centro y bajo la cornisa aparece una hornacina que acoge la imagen de la Virgen de la Guía.
Debajo de la hornacina se encuentra un lienzo de granito en el que reza la inscripción que hace referencia al promotor de la obra y la fecha de la misma. El escudo real y la imagen de los cuatro vientos en cada esquina complementan la ornamentación de la fuente.

## Fuente de María Miguel

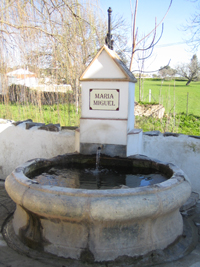
Fuente de María Miguel

La fuente de María Miguel se sitúa junto al puente de Jerez, en la salida norte de la población.
En torno a ella se ha elaboradouna leyenda inmortalizada en uno de los cuadros del frexnense Eugenio Hermoso. El relato nos presenta a dos enamorados, María y Miguel, a cuya relación se oponen los padres de la joven. Los mismos mandan asesinar a Miguel mientras esperaba a María y al llegar ella y encontrar a su amado muerto no soporta tanto dolor y fallece poco después.
Sus padres, arrepentidos, acuerdan enterrarlos juntos en las cercanías de la fuente y de sus tumbas nació un almendro, que aún hoy da sombra a los que se acercan a él.

## Convento de San Francisco

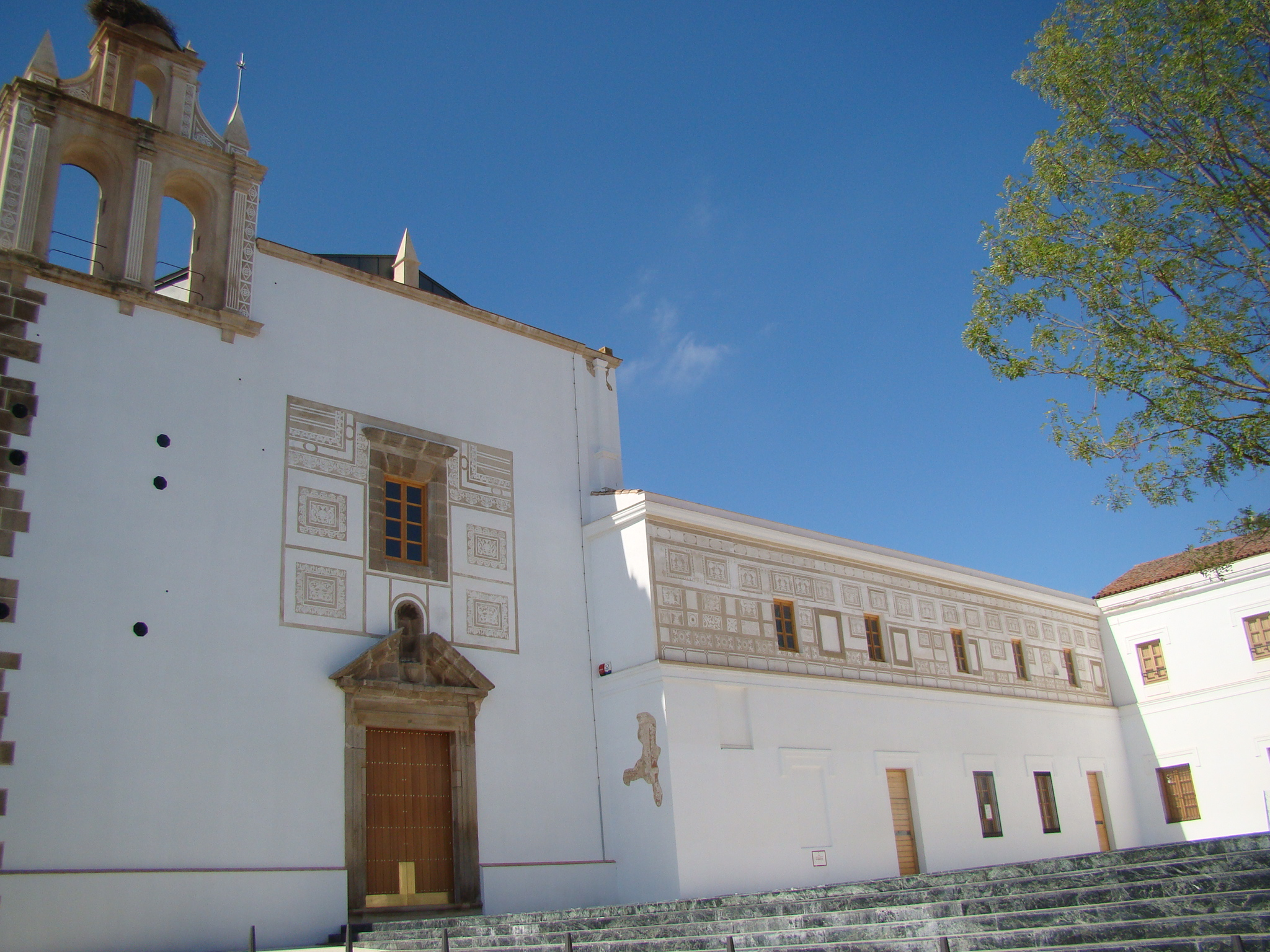
Fachada y paza del Convento

Artículo Principal: Convento de San Francisco (Fregenal de la Sierra)
Los datos históricos sitúan la fundación del Convento de San Francisco en 1563 aunque seguramente lo más importante de su construcción sea posterior y así lo señala José Quintero, cronista de Fregenal, diciendo “la Iglesia y lo principal del convento ya estaba construido en 1619”. Esta fecha parece más acertada si tenemos en cuenta aspectos formales como son el frontón partido de la portada de la Iglesia o la composición del Altar Mayor. La fecha en la que los religiosos abandonan el convento coincide con la desamortización de Mendizábal (1835) manteniéndose el culto de la Iglesia hasta 1880. Con posterioridad sabemos que en él han existido “casas y alfar” según el plano de Coello, Casa de Correos según nos dice José Ramón Mélida y finalmente se destinó a Escuela Nacional y Casa Cuartel de la Guardia Civil.

## Convento y colegio de San Ildefonso de la Compañía de Jesús

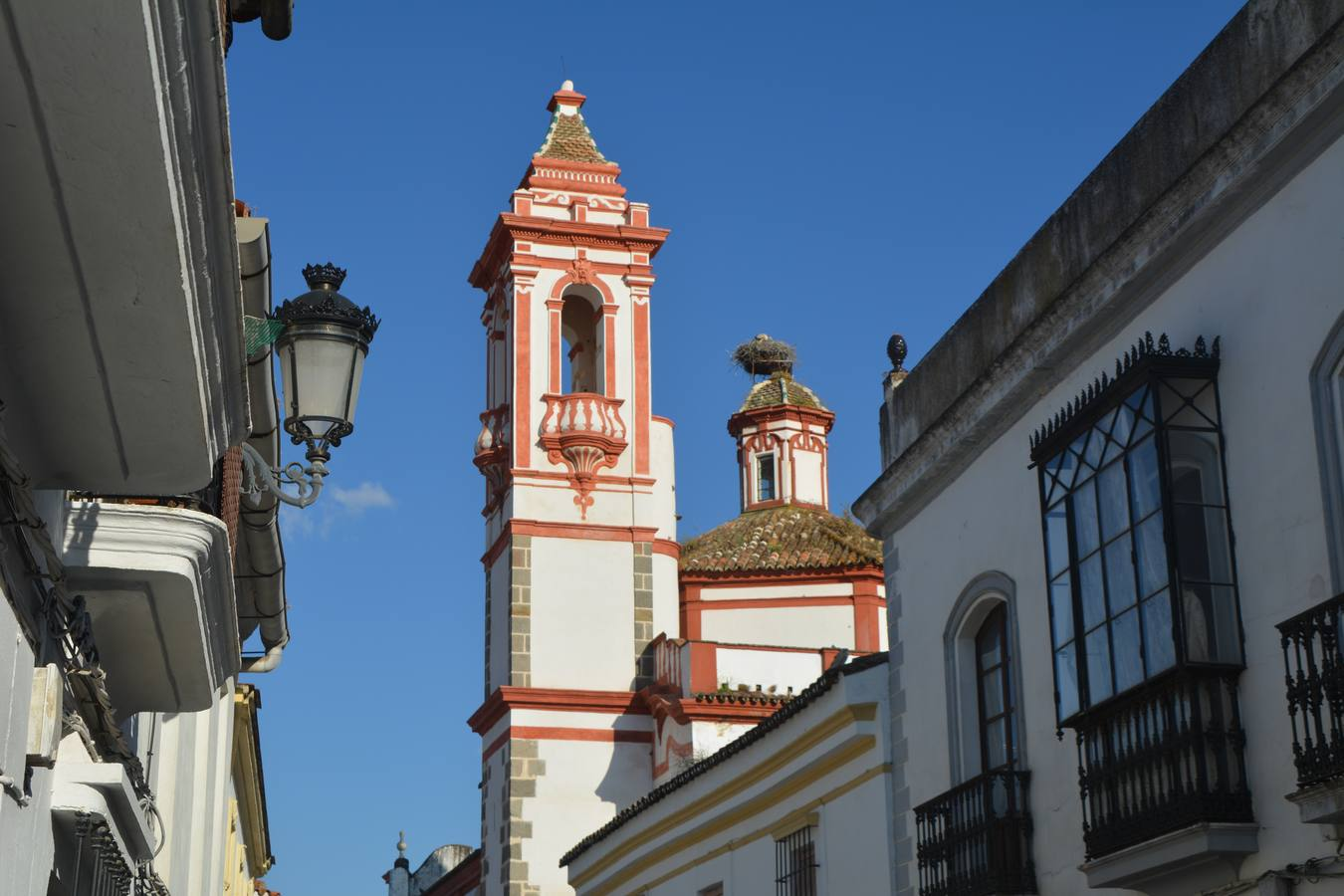
Torre y cúpula de San Ildefonso de la Compañía de Jesús

El Convento de San Ildefonso de la Compañía de Jesús, fundado por testamento por el frexnense Alonso de Paz, fue uno de los siete centros educativos de la Compañía de Jesús que entre la segunda mitad del siglo XVI y primera mitad del XVII acogió Extremadura junto a los de otras localidades de la región como Plasencia, Cáceres, Llerena, Badajoz, Higuera la Real y Fuente del Maestre. La ubicuidad de estos centros educativos no correspondía a ningún plan estratégico o territorial para implantar dichos centros en áreas más o menos extensas, sino que todo lo contrario, se basaba única y exclusivamente en razones económicas: allí donde había algún mecenas que pudiese costear las obras para la construcción del edificio era donde se levantaría un centro de enseñanza, como es el caso de Fregenal de la Sierra y el empresario Alonso de Paz. 
La manera de proceder de la orden religiosa consistía en el desplazamiento a las localidades de un grupo de clérigos en busca de vecinos con capacidades económicas que pudieran hacer donaciones económicas importantes y costear los gastos de la construcción. Poco antes de morir en 1597, Alonso de Paz dejó como albacea del testamento a su hermano Juan de Paz, licenciado y clérigo para la construcción del colegio y al lado de la iglesia Jesuita. En dicho testamento aparecía el importe que habría que donar 20.000 ducados a la Compañía de Jesús para la construcción de un Convento, y para la realización de un colegio para impartir las clases de Gramática, Arte, Filosofía y Teología cuyo importe ascendió a 40.000 ducados. Así en 1606, nueve años después de su fallecimiento comenzaron los estudios en el edificio.
El colegio y la iglesia estuvieron en funcionamiento hasta 1767, año en el que Carlos III dictaba mediante Pragmática Sanción la expulsión de los jesuitas de la Monarquía Hispánica, al mismo tiempo que se producía el embargo de sus bienes. Tras la expulsión de los jesuitas, el templo pasa a formar parte del Real Patrimonio y se convierte en oratorio privado de la Corona. Con posterioridad el templo es convertido en palacio o casa solariega perteneciendo a Susana de Montes y Bayón, I Condesa de la Santa Espina, y es probable que posteriormente pasara a Ernestina Fernández-Cavada Jalón, XIII Marquesa de Castrofuerte quien en 1970 la donó a la congregación de Madres Agustinas de Fregenal. Viendo los escasos recursos económicos de los que disponían y el evidente riesgo de ruina, las monjas cedieron venderlo en 1980 a tres vecinos del pueblo por 450.000 pesetas.

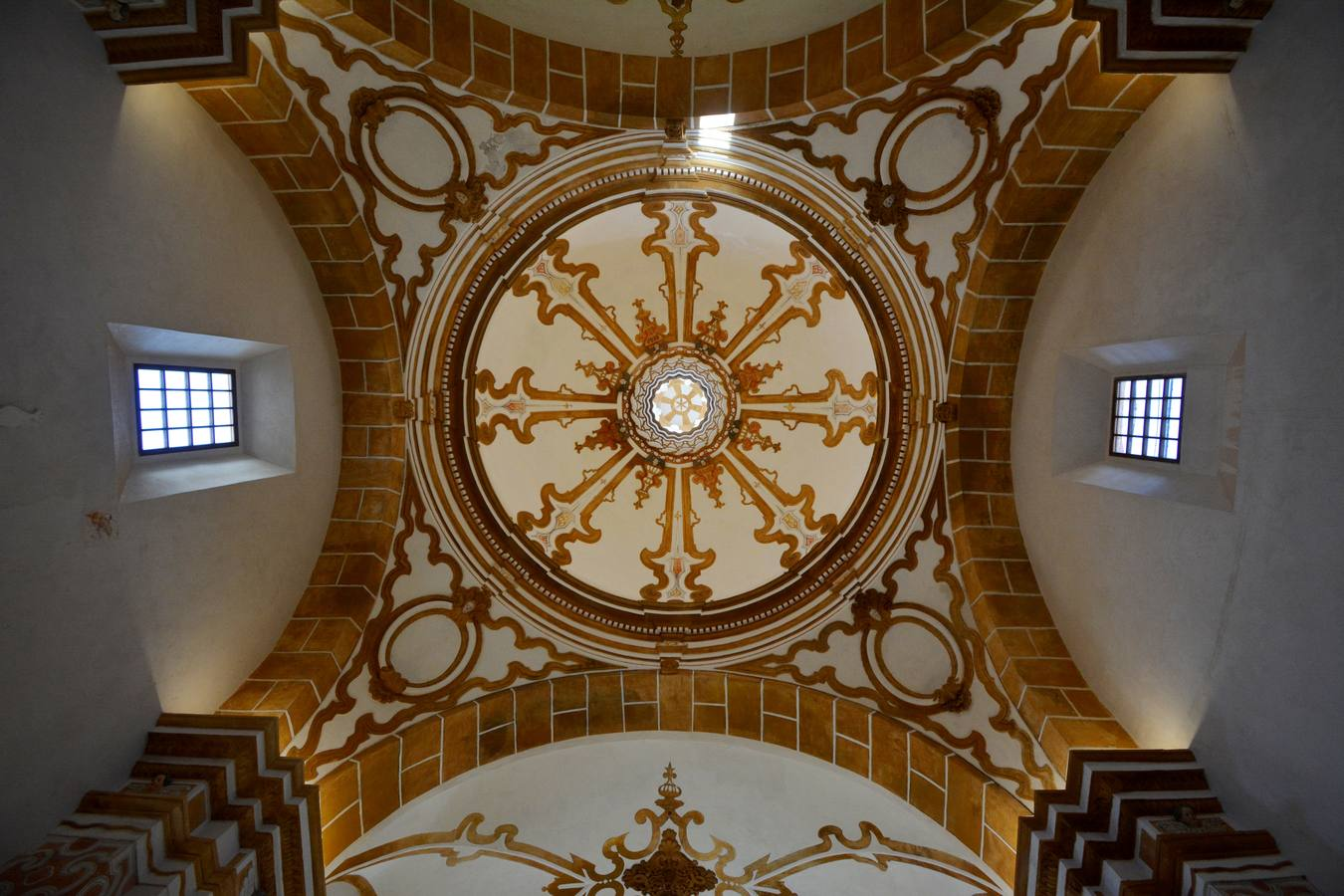
Cúpula de la iglesia de San Ildefonso de los Jesuitas

En el año 2004, el Ayuntamiento de Fregenal de la Sierra realizó una inversión de varios miles de euros para salvar la parte del Colegio de los Jesuitas, comprándolo a los entonces dueños del inmueble ruinoso. Años después, durante los gobiernos de Juan Francisco Ceballos se adquirieron las dependencias de la iglesia al arrendatario del espacio por valor de 6.000 euros. Esta última adquisición supuso el primer paso para el primer proyecto de recuperación de la iglesia y escuela de los Jesuitas, que se presentó en el primer número de HOY Fregenal. Se trataba de la recuperación del todo el conjunto jesuítico, que sumados al resto de edificios de la manzana que lo forman, es decir, la Casa de la Cultura y Hogar del Pensionista, pasarían a constituir un hotel de la red de Hospederías de la Junta de Extremadura. El concurso para la restauración de la futura hospedería contó con más de noventa propuestas de distintos estudios de arquitectura de toda España, siendo seleccionado en octubre de 2010 el de los arquitectos sevillanos José Morales y Sara de Giles.
A pesar de que las fincas correspondientes al colegio, valorado en 275.023,32 euros, y la iglesia, valorada en 49.192 euros, fueron cedidas a la Consejería de Cultura y Turismo de la Junta de Extremadura por parte del Ayuntamiento de Fregenal en 2011 para la realización del proyecto; este quedó inacabado tras el cambio de signo político en el gobierno regional. Con la entrada de José Antonio Monago en la presidencia de la Junta de Extremadura, el proyecto de Hospedería de Turismo en Fregenal quedó paralizado alegando falta de fondos, a pesar de que se continuó con las obras de otras hospederías similares a esta.
El edificio volvió a la posesión del Ayuntamiento de Fregenal, para que en los últimos años de la primera legislatura de Tina Rodríguez se iniciaran los trámites del 1,5% Cultural del Ministerio de Fomento. La participación del entonces ministro del Interior, Juan Ignacio Zoido, fue esencial para la consecución de la primera fase de restauración durante su presencia en el gobierno de Mariano Rajoy. Posteriormente, los gobiernos de Pedro Sánchez continuaron con la concesión de las fases II y III, que permitirá la recuperación patrimonial de todo el conjunto.

## Convento de la Paz o de las Madres Agustinas

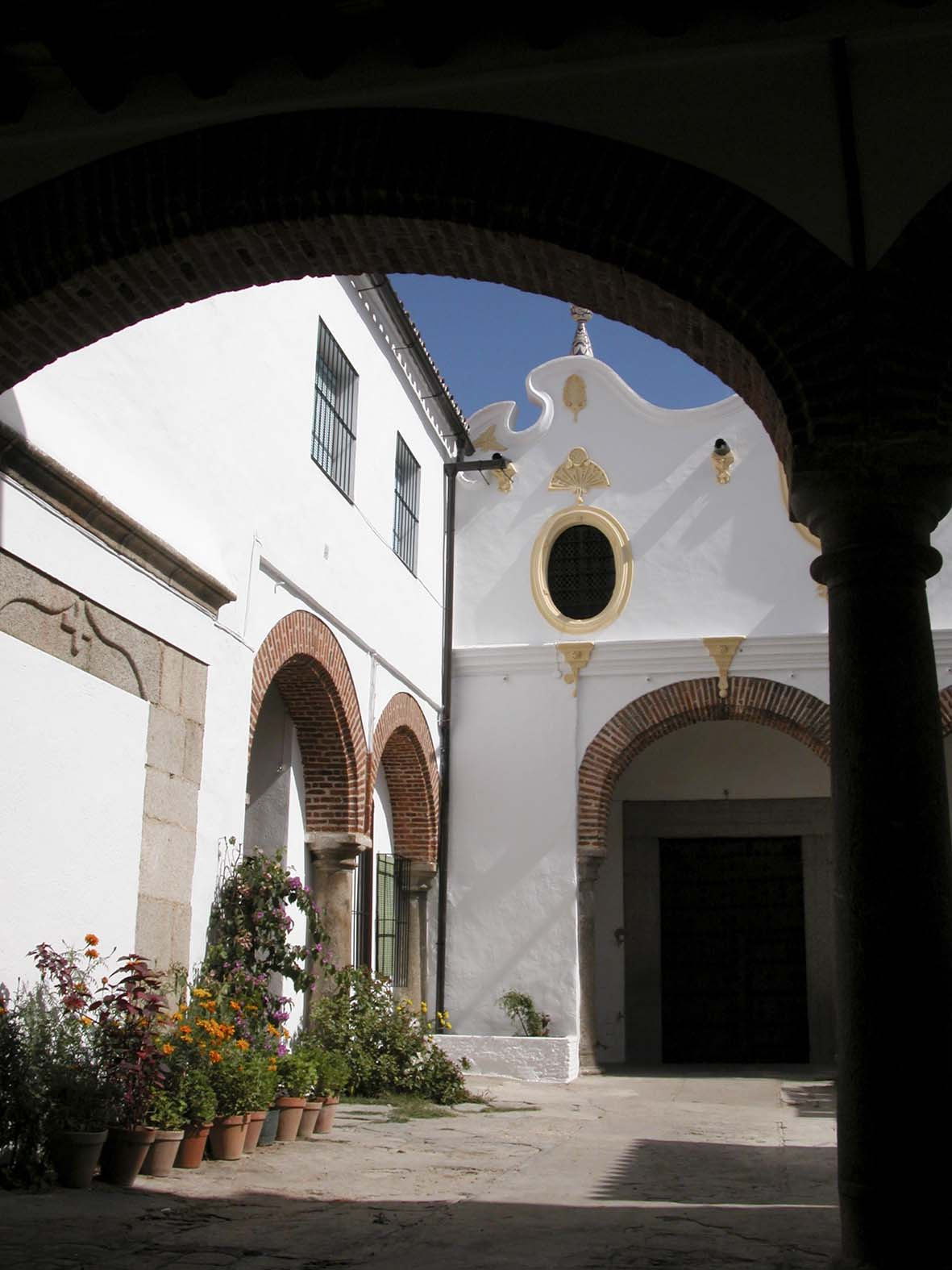
Detalle del patio del convento de las MM. Agustinas

El 30 de diciembre del año 1600 es comprada la casa sita en el lugar llamado a construir el convento de Nuestra Señora de la Paz, con la Regla de San Agustín, como era deseo de su fundador Alonso de Paz. El 19 de diciembre de 1605 fue aprobada la fundación del Convento, siendo Abadesa Doña Beatriz de la Asunción, sobrina del fundador. Había venido del convento de Segura de León, junto con otras dos hermanas en religión y una prima de Alonso de Paz, que provenía del convento de Cumbres Mayores. Enseguida comenzó un crecimiento de la comunidad de modo que a los dos años justos, el 19 de diciembre de 1607, ya contaba la Comunidad con 14 monjas.
Durante la Guerra de la Independencia, las Madres Agustinas abrieron sus puertas a las hijas de Fregenal para resguardarlas de la violencia de las calles. Incluso sirvió de cobijo a la Patrona de Fregenal, Santa María de los Remedios, como forma de mostrar la unión entre los frexnenses y esta congregación. Ya entrados en el siglo XX, las Madres confirmaron su pervivencia gracias a tareas como la venta del ramo de jazmín, el colegio de primaria o la residencia de estudiantes.
En la actualidad, las 12 componentes de la congregación, once monjas de votos solemnes y una postulante; mantienen esa tradición, en buena parte a las donaciones de los frexnenses y devotos. Y muy especialmente, gracias a la elaboración y venta de dulces conventuales, que pueden adquirirse en el obrador situado en el mismo convento, o bien a través de internet en el portal abierto a tal uso. Los exquisitos dulces artesanos que venden varían desde las tradicionales perrunillas frexnenses, a bizcochos de almendras, nevaditos, pestiños, pastas agustinas o los corazones de almendras, muy habituales en las congregaciones de Madres Agustinas.
Al edificio se accede por una puerta principal con vano y con forma de arco de medio punto, realizada en cantería de granito con una labranza excepcional. En el interior, destaca el patio de entrada, con elementos decorativos en cerámica que representan el escudo de la Orden. Habitualmente solo se permite el acceso a los visitantes a este patio porticado, al despacho de dulces, la receptoría y la iglesia de Ntra. Sra. de la Paz; aunque viene siendo habitual que las Madres Agustinas abran al público el claustro del convento coincidiendo con la Noche en Blanco frexnense, en la que se adorna dicho espacio con multitud de velas y algunos cuadros o esculturas religiosas. 

## Iglesia de Santa María de la Plaza

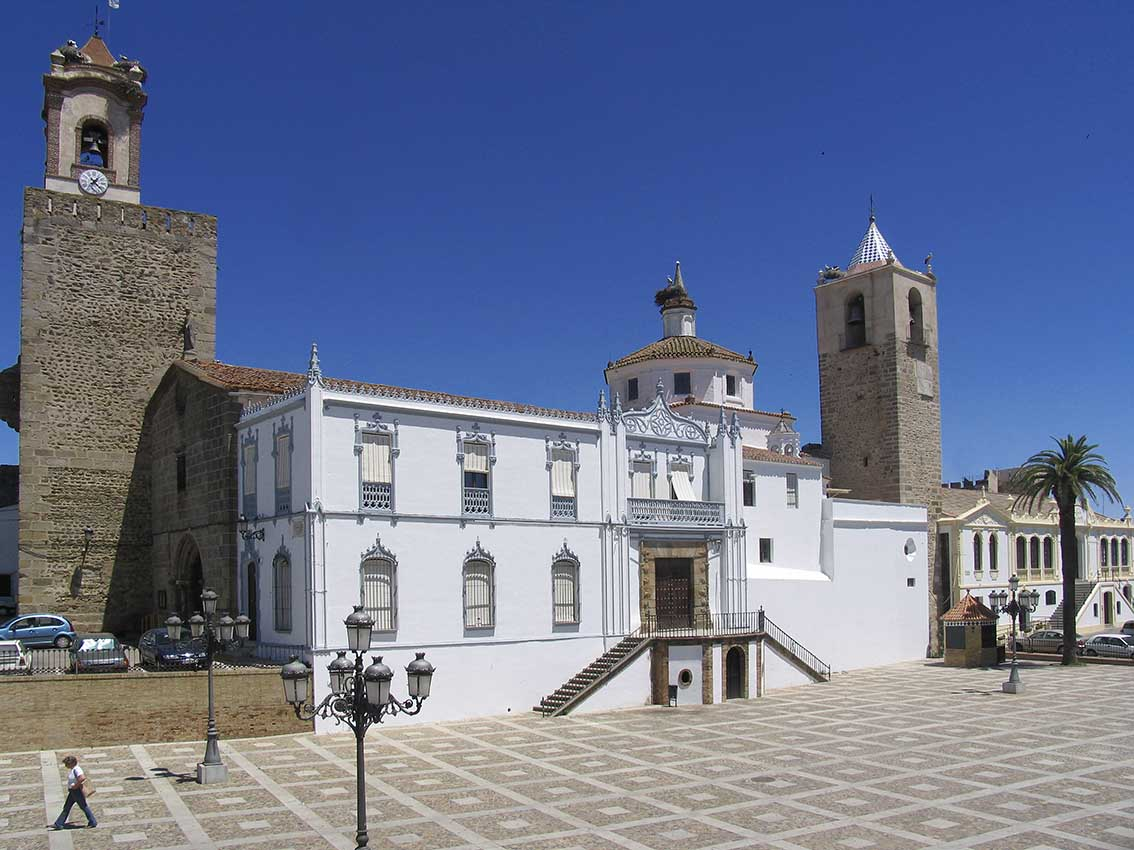
Iglesia Santa María de la Plaza, torre del homenaje del Castillo templario, Casa Parroquial y Paseo de la Constitución.

Considerada como la Iglesia Mayor de la población, y como la más antigua e importante, aparece adosada al Castillo.

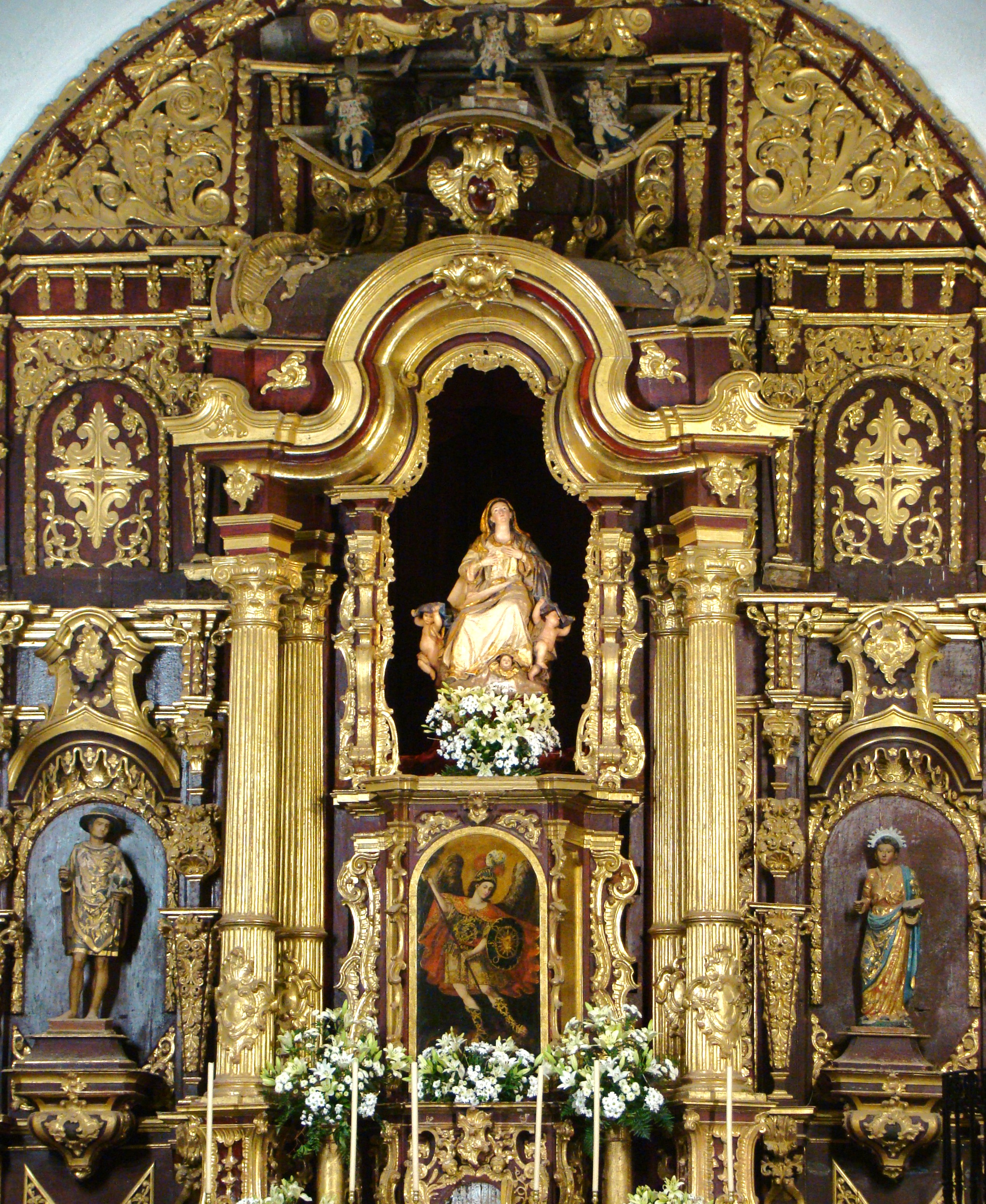
Retablo Mayor de Santa María de la Plaza

Levantada a finales del siglo XIII y remodelada en el siglo XVII presenta una nave central rectangular con una capilla adosada por el lado de la epístola, conocida como capilla de la virgen del Rosario.
Al edificio se accede por una portada en forma de arco apuntado de estilo protogótico.
En el interior, la bóveda de medio cañón con lunetos cubre la nave central y los ocho retablos adosados al muro, excepto al ábside que está cubierto por una cúpula sobre pechinas.
En el retablo mayor, fechado en el siglo XVIII, llaman la atención cuatro columnas que soportan un arco mixtilíneo. El conjunto tiene como imagen principal a la Virgen María. Sobresalen también por su interés artístico la escultura del Cristo de la Caridad, del siglo XVI, la virgen de la Soledad del siglo XVIII y la imagen de San José.
En el orden pictórico destacan los lienzos de la Virgen de Guadalupe, del siglo XVII, situado en el coro, y los de San Antonio Abad y la Virgen Pastora, fechados en el siglo XVIII.

## Iglesia de Santa Ana
Artículo principal: Iglesia de Santa Ana (Fregenal de la Sierra)

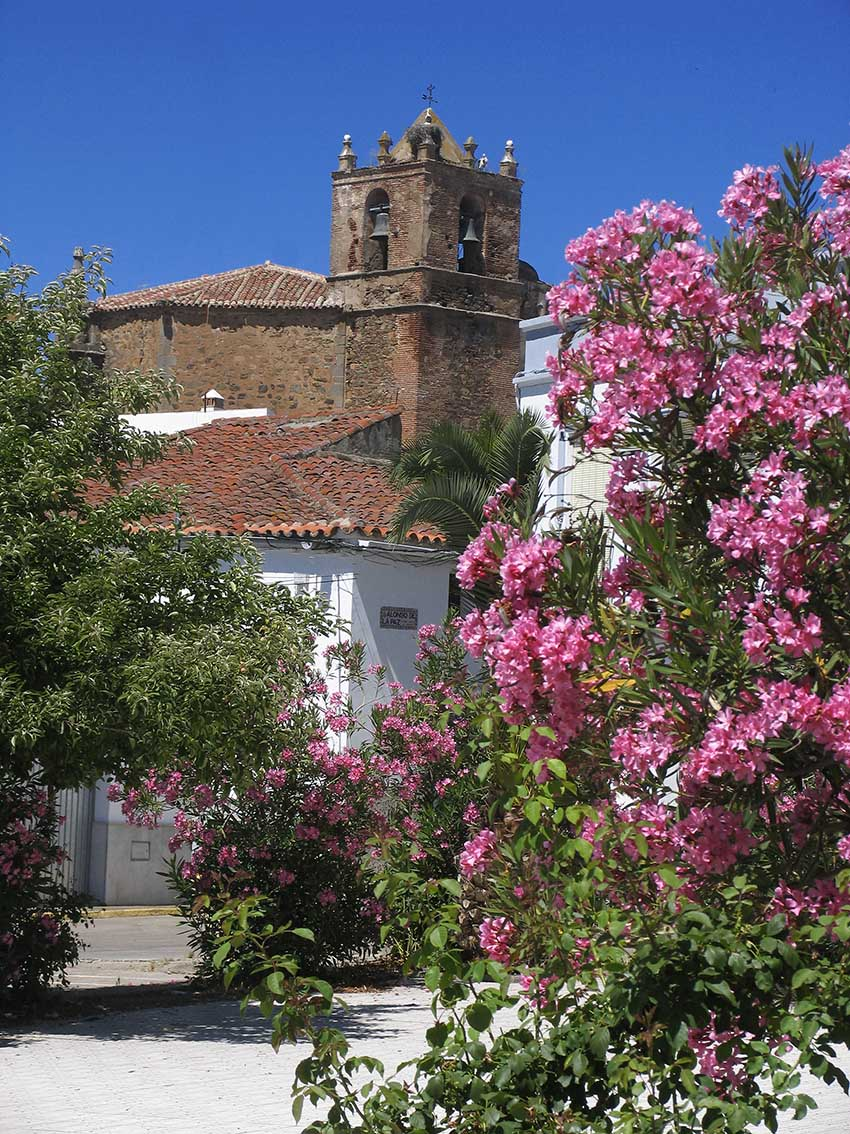
Iglesia de Santa Ana de Fregenal

Austera, seria y sin encalar aparece la impresionante iglesia de Santa Ana, el templo con mayores dimensiones de la ciudad, cuya construcción original data del siglo XIV, con posteriores intervenciones en los siglos XVI y XIX.

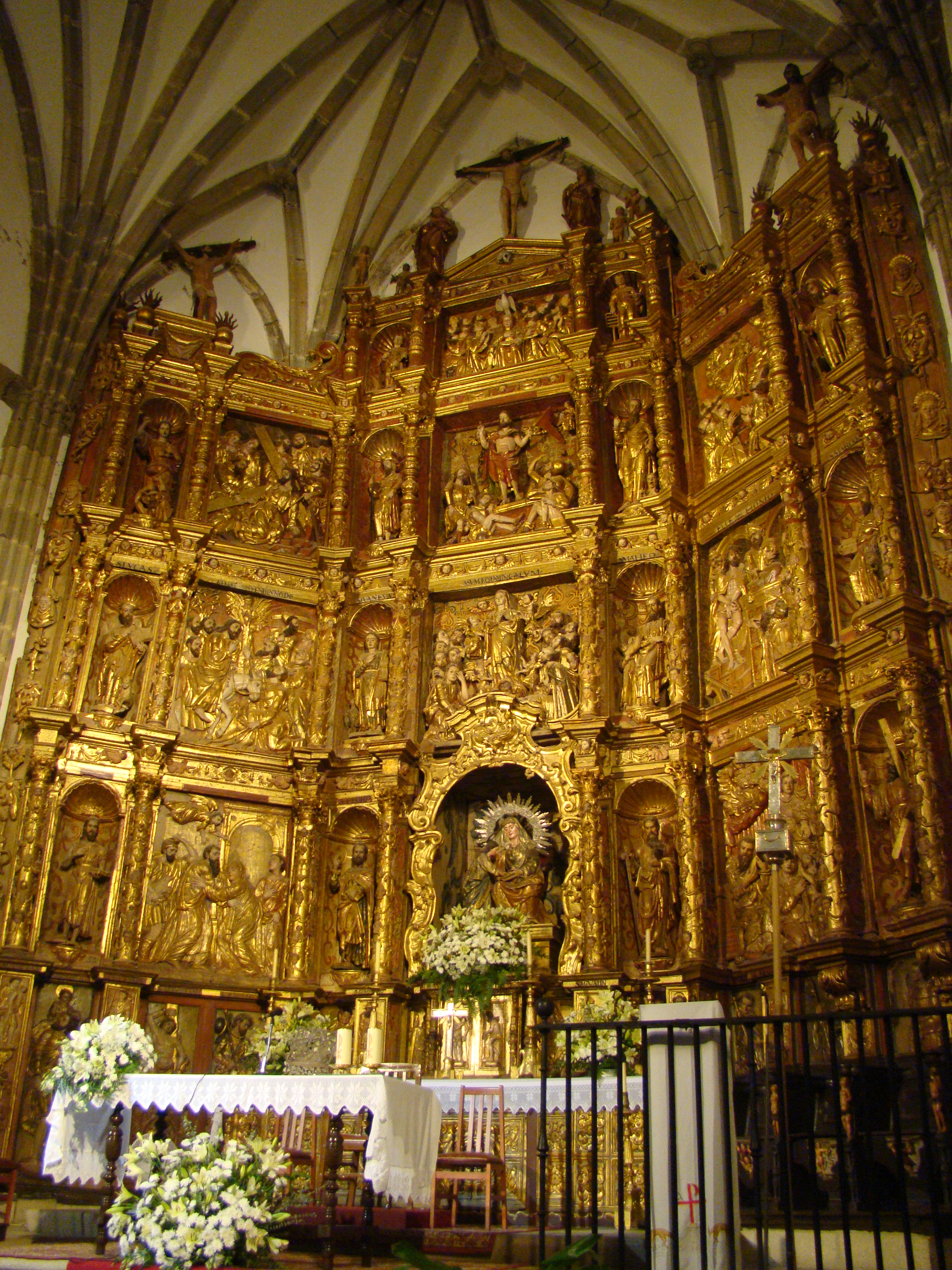
Retablo mayor de la iglesia de Santa Ana

La iglesia presenta, una planta de cruz latina con una nave central compuesta por seis tramos cubiertos con bóveda de crucería en el altar mayor y de cañón en el resto de la nave central.
El edificio dispone de tres entradas adinteladas con sillares y una torre junto a la cabecera.
En el interior son dignos de mencionar dos de sus retablos. El primero de ellos, el retablo mayor, se fecha en el siglo XVI y se presenta en forma de tríptico compuesto por tres cuerpos, tres calles, cuatro entrecalles y ático. Los relieves, esculturas exentas y las columnas componen un atractivo conjunto construido en talla policromada y dorada.
En el nicho central del mismo se encuentra la imagen de Santa Ana, y repartidos por el resto del retablo están las imágenes de San Lázaro y San Esteban, el Apostolado, las siete Virtudes y un conjunto de doctores, mártires y confesores de la Iglesia. El retablo es coronado por un ático con la temática de un Calvario.
El segundo retablo a destacar en el Nacimiento que se encuentra en una de las capillas hornacinas de los laterales de la nave central. Se compone de bajos, medios y altos relieves junto con la figura exenta del Niño, que representan el nacimiento de Cristo y la adoración de los pastores.
Dignas de mención son también las dos capillas laterales. En la capilla de la izquierda se encuentra en sepulcro del ilustre político Don Juan Bravo Murillo y los retablos de Ntro Padre Jesús Nazareno y María Santísima del Mayor Dolor.

## Iglesia de Santa Catalina

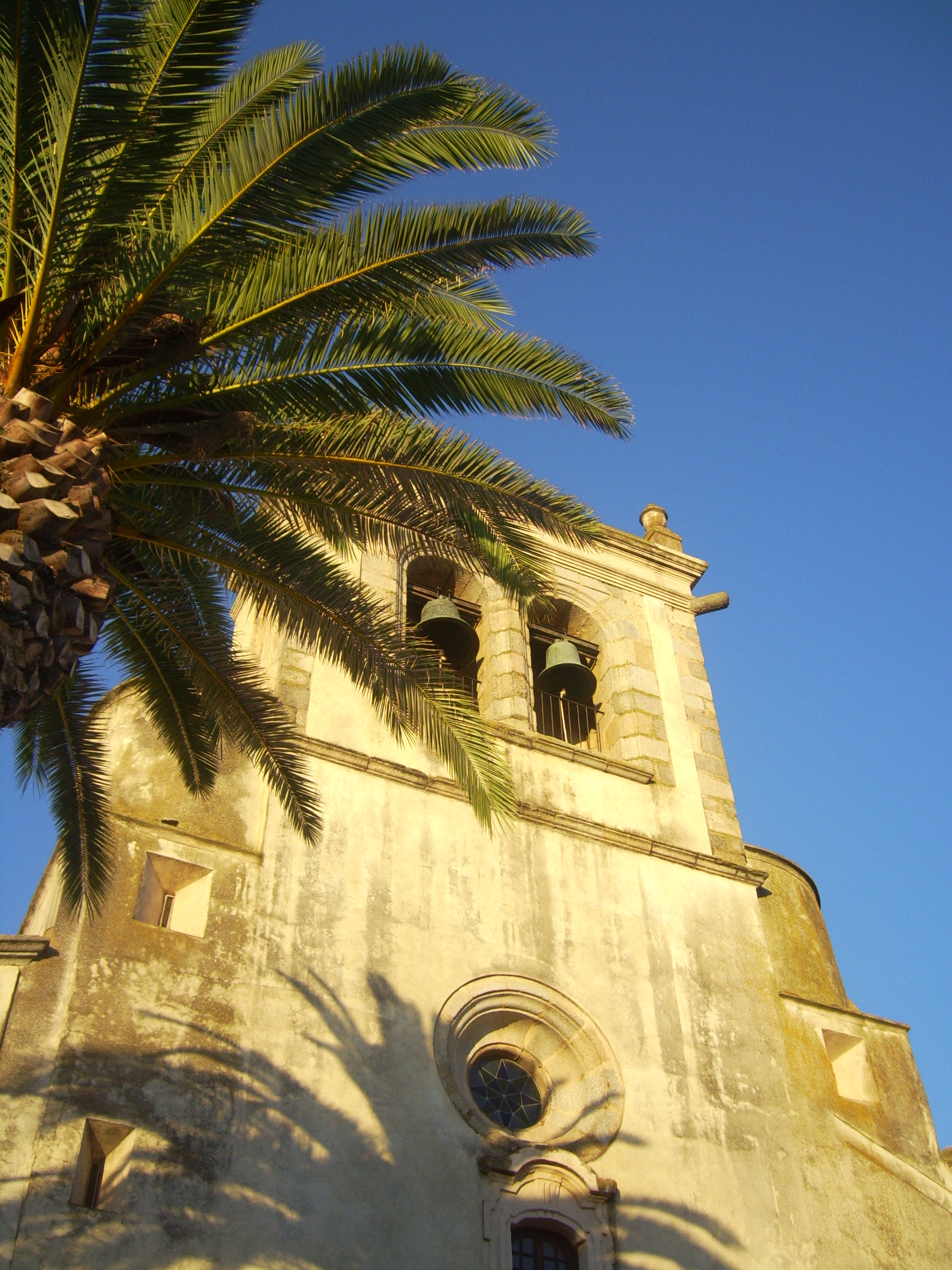
Iglesia de Santa Catalina durante las fiestas del Centenario

La Iglesia de Santa Catalina, cuyos orígenes se fechan en el siglo XV, se muestra al visitante con una sencilla fachada del siglo XVII, compuesta por una puerta adintelada con vano rectangular bajo un óculo y rematada por una torre campanario.

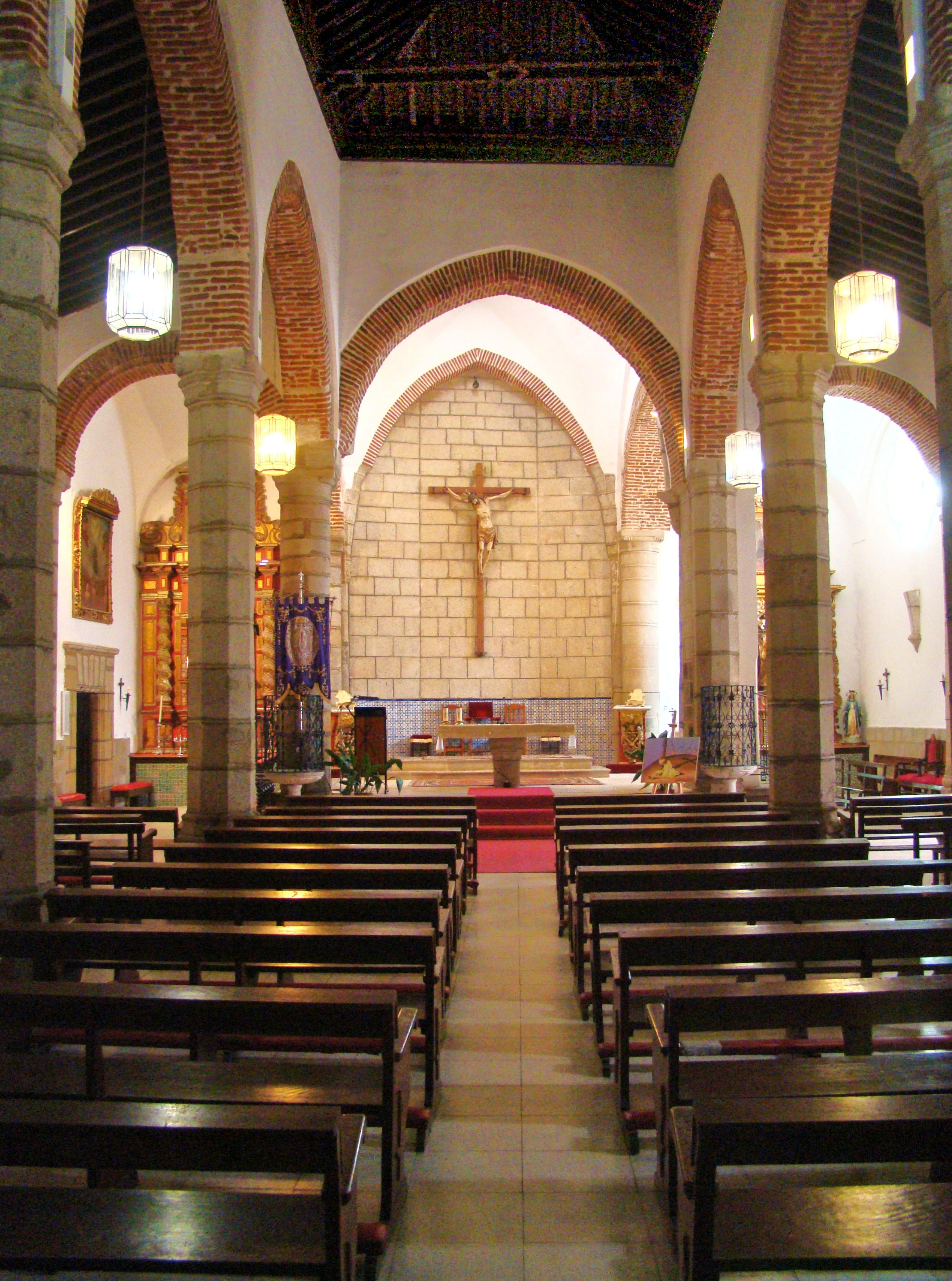
Nave central de la Iglesia de Santa Catalina.

El templo dispone de otra segunda entrada, situada en el lado del evangelio que fue construida con sillería adornada por un frontón partido rematado por volutas.
Tiene planta basilical, con tres navesseparadas por pilares de granito de sección octogonal sobre los que voltean arcos apuntados de lacrillo.
Sobre la nave central una cubierta de madera de estilo mudéjar, con tirantes adornados por estrellas de ocho puntas.
El altar mayor, en el que se encuentra el Cristo del Perdón, atribuido a la escuela de Martínez Montañés, está cubierto por una bóveda de arista.
En el lateral del Evangelio, está el camarín de la Virgen de la Salud, decorado con un retablo del siglo XVIII y un sagrario de plata cincelada del siglo XX. Un atractivo conjunto de retablo y ornamentos que guardan la imagen de la Virgen de la Salud.
Aparte de la Virgen de la Salud, existen otras dos importantes imágenes en buen estado de conservación: la Virgen con el niño, fabricada en terracota, y la Piedad, escultura también de barro cocido, con la representación de la Virgen sosteniendo en su regazo; ambas se datan en el siglo XV y su autoría se atribuye a Mercadante de Bretaña.
Por último, el visitante encontrará a ambos lados de la entrada, en el interior, dos pilas de agua bendita realizadas sobre dos capiteles procedentes de Nertóbriga.

## Santuario de Ntra. Sra. Santa María de los Remedios

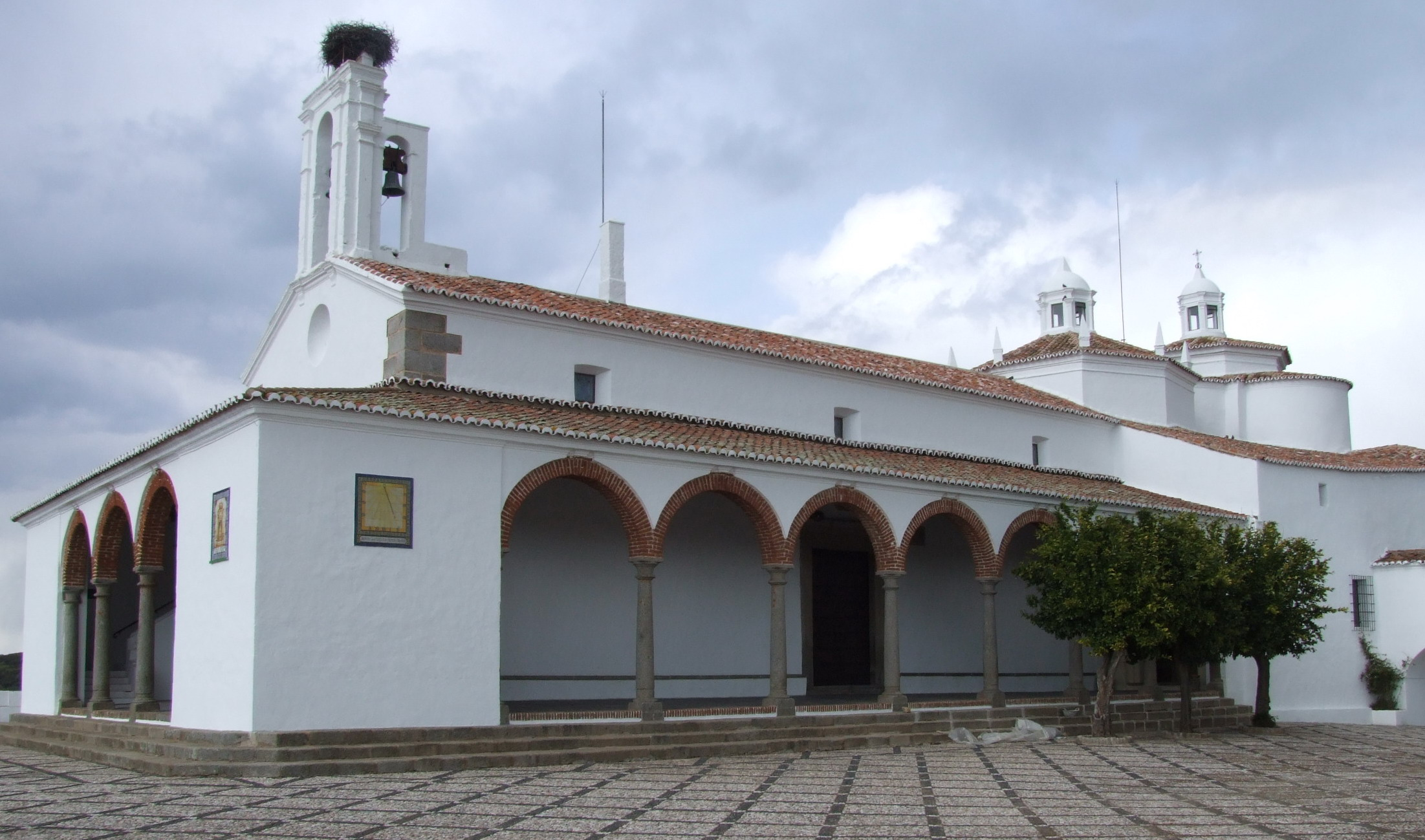
Santuario de Ntra. Sra. Santa María de los Remedios de Fregenal.

El Santuario de los Remedios es el resultado de sucesivas remodelaciones y ampliaciones desde los siglos XVI al XVIII.

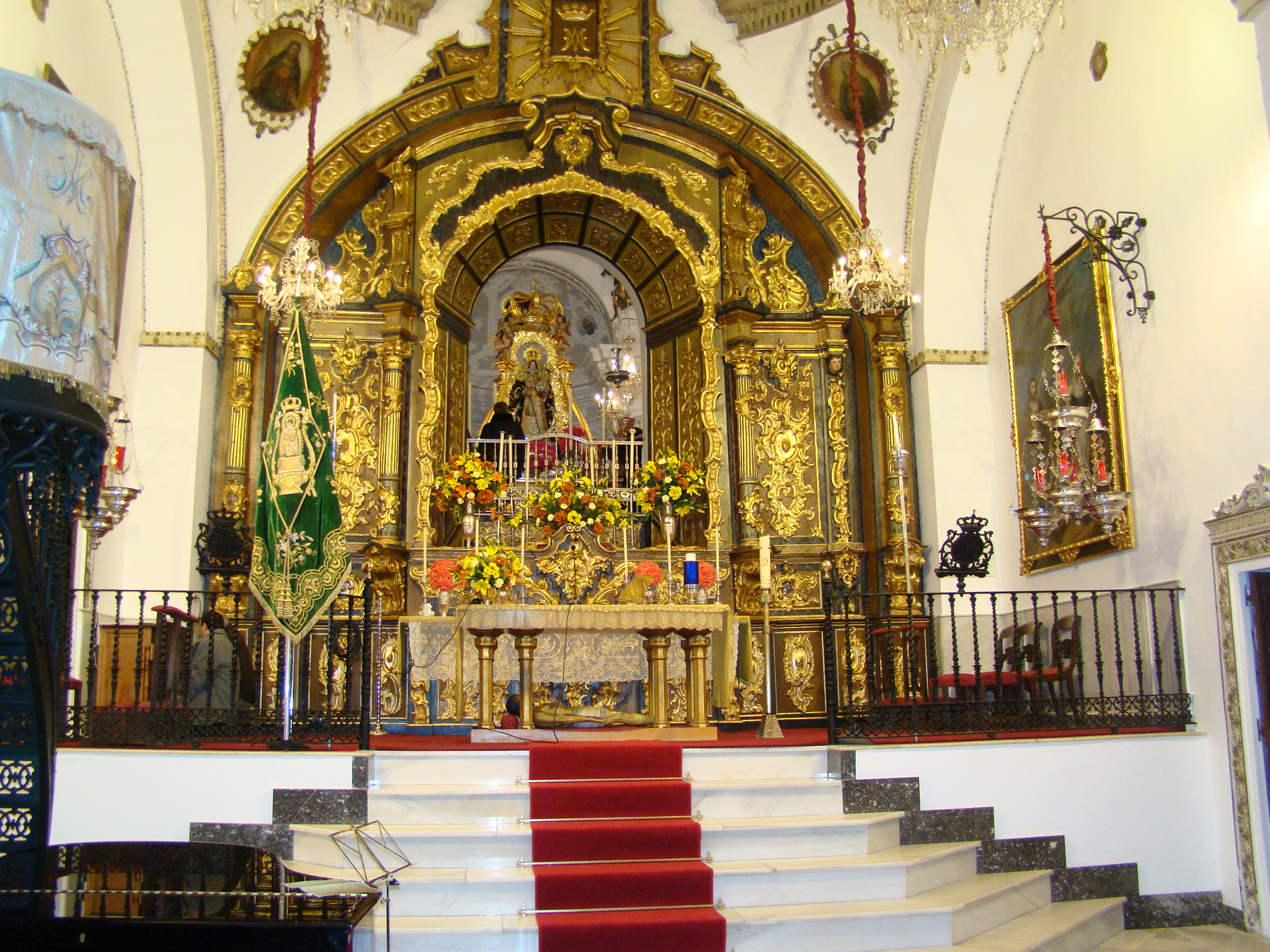
Retablo Mayor del Santuario

El templo es de planta rectangular, de una sola nave cubierta con bóveda de cañón con fajones. En sus laterales aparecen capillas hornacinas y entre ellas pilastras decoradas con óleos sobre tela de Pérez de Acoca, del siglo XVII.
El atrio está compuesto por una arquería de medio punto de ladrillos y columnas de granito de fuste liso con basamentos que sustentan la techumbre de madera.
En el interior, destaca el camarín donde se encuentra la imagen gótica de la Virgen de los Remedios. Cuatro ángeles candeleros del siglo XVIII alumbran la imagen de la Virgen y del Niño.
Atractivos son también los retratos de los Hijos Ilustres de Fregenal que se encuentran en la Hospedería, el Salón de los Mantos, una interesante muestra de los ajuares de la Virgen, así como el Pozo donde según la leyenda se encontró un pastor la imagen de la Virgen en forma de muñeca.